# 1966
1966 (MCMLXVI) byl rok, který dle gregoriánského kalendáře započal sobotou.

## Události
Československo
- Poprvé se konala oficiální celostátní soutěž krásy pod názvem Dívka roku. Zvítězila tehdy devatenáctiletá modelka z Prahy – Dagmar Silvínová.
- Národními přírodními památkami byly vyhlášeny Rešovské vodopády a Velký Roudný.
- 7. ledna – V Opletalově ulici u Hlavního nádraží v Praze byla slavnostně zahájena výstavba podpovrchové tramvaje. Projekt byl později změněn na stavbu metra.
- 17. března – Národní shromáždění přijalo nový Zákon o vysokých školách, který upravoval zejména udělování akademických titulů. Ustoupilo se od titulů uvozených slovem „promovaný“ a začaly se opět udělovat klasické tituly jako např. MUDr., MVDr., ak. malíř, apod. Absolventům vysokých škol jiných než medicínských nebo uměleckých byly tituly přiznány až po složení dodatečných rigorózních zkoušek – jednalo se např. o tituly doktor práv (JUDr.), doktor přírodovědy (RNDr.) nebo doktor filozofie (PhDr.)
- 18. dubna – Na udílení amerických Cen Akademie filmového umění a věd v Santa Monice v Kalifornii získali sošku Oscara tvůrci filmu Obchod na korze – Ján Kadár a Elmar Klos.
- 2. května – Železniční nehoda v Deštnici – Na železničním přejezdu v Deštnici na Lounsku došlo ke střetu nákladního automobilu převážejícího studenty na chmelovou brigádu s vlakem jedoucím po železniční trati z Lužné u Rakovníka do Žatce. Tragédie si vyžádala 10 obětí na životech a 37 zraněných.
- 12. května – V Praze byla zahájena mezinárodní výstava samočinných počítačů INCOMEX, na níž prezentovaly své výrobky zejména firmy ze Západní Evropy a USA.
- 31. května – 4. června – V Praze se konal XIII. sjezd KSČ, který i přes setrvávající vliv starých struktur pod vedením Antonína Novotného, znamenal určité posílení moci reformních komunistů. V poslední den sjezdu vystoupil ekonom Ota Šik, který prohlásil, že do čtyř let bude nutné najít nové formy politického řízení.
- 25. června – V Plzni byl zahájen první ročník výstavy potravinářství, gastronomie a cestovního ruchu Ex Plzeň.
- 19. srpna – Silná bouře s krupobitím postihla ve večerních hodinách Prostějovsko. Největší škody napáchala v obcích Konice a Vojtěchov.
- 11. září – Českoslovenští volejbalisté se stali na domácím světovém šampionátu mistry světa.
- 20.–25. září – Na území Československa se konalo cvičení armád států Varšavské smlouvy – Vltava, kterého se účastnily vojenské útvary z ČSSR, SSSR, NDR a Maďarska.
- 28. září – V Praze na Pankráci byla popravena dvojnásobná vražedkyně Irena Čubírková, která v letech 1951 a 1964 brutálně zavraždila svého manžela a druha.
- 27. října – Byl schválen zákon o IV. pětiletce na roky 1966–1970. Při jeho projednávání Antonín Novotný důrazně varoval před oslabováním centralizovaného řízení společnosti.
- 26. listopadu – Do provozu byla uvedena poslední novostavba železniční tratě v síti Československých drah – trať Podolínec – Plaveč na východním Slovensku, v okrese Stará Ľubovňa (tehdy v okresech Poprad a Prešov), o délce 30 km.

Svět
- 24. května – Krvavý útok ugandské armády pod velením generála Idiho Amina na palác bugandského krále.
- 6. května – Vrahové z močálů Ian Brady a Myra Hindleyová odsouzeni na doživotí.
- 13. července – A. Č. Bhaktivédanta Svámí Prabhupádá zakládá Mezinárodní Společnost pro Vědomí Kršny (ISKCON), v New Yorku.
- 30. září – Byli z vězení propuštěni Baldur von Schirach a Albert Speer.
- 14. října – Byla založena nizozemská sociálně liberální politická strana Demokraté 66.
- 24. listopadu – Největší letecké neštěstí v Československu – Let TABSO LZ101 havaroval nedaleko Bratislavy.
- První mistrovství světa v orientačním běhu.
- Konec výrobce automobilů Studebaker.
- V Nigérii došlo k dvěma ozbrojeným státním převratům.
- Povodně na řece Arno způsobily velké škody ve Florencii.

## Vědy a umění
- 3. února – Na Měsíci přistála Luna 9 a přenesla obrázky měsíčního povrchu.
- 1. března – Sovětská vesmírná sonda Veněra 3 dopadla na Venuši, čímž se stala první kosmickou lodí, která dosáhla jejího povrchu.
- 31. března – Odstartovala Luna 10, stala se prvním umělým satelitem Měsíce.
- 23. září – neúspěšné přistání americké sondy na Měsíci[1]
- 11. listopadu – Premiéra českého filmu Kočár do Vídně režiséra Karla Kachyni
- 20. listopadu – Premiéra muzikálu Cabaret Johna Kandera, Freda Ebba a Joe Masteroffa v newyorském divadle Broadhurst Theater (celkem 1166 představení)
- Beatles podnikli poslední oficiální koncert v Candlestick Park, San Francisco.
- Poprvé byla udělována Turingova cena.
- Seriál Star Trek má v USA televizní premiéru
- ve Francii byla v ústí řeky Rance spuštěna první přílivová elektrárna o výkonu 240 MW

## Nobelova cena
- Nobelova cena za fyziku – Alfred Kastler
- Nobelova cena za chemii – Robert Mulliken
- Nobelova cena za fyziologii a lékařství – Francis Peyton Rous, Charles Brenton Huggins
- Nobelova cena za literaturu – Šmu'el Josef Agnon, Nelly Sachsová
- Nobelova cena za mír – (Cena neudělena, finanční část vložena do zvláštního fondu Nobelovy ceny míru)

## Narození

### Česko

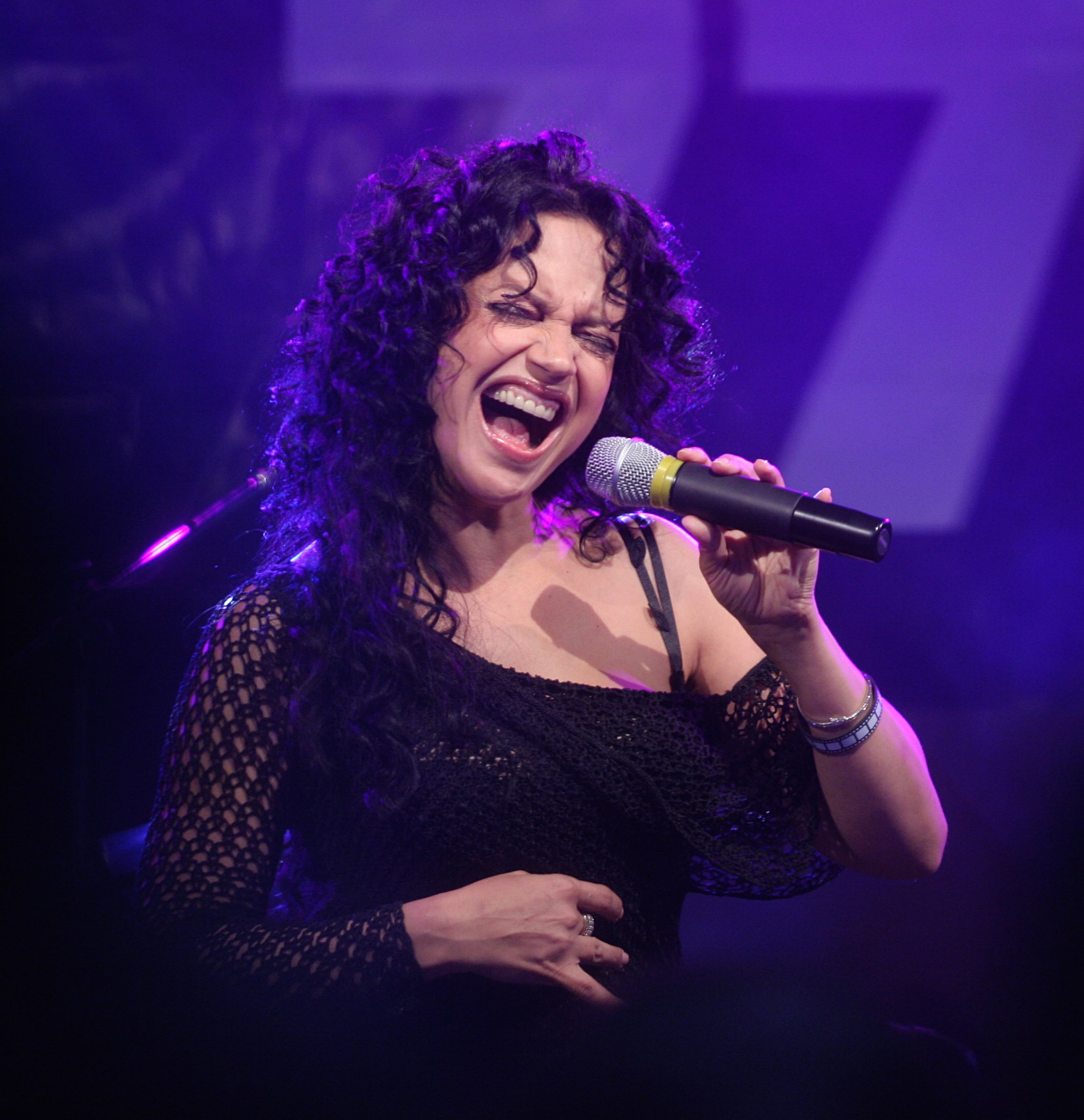
Lucie Bílá (* 7. duben)

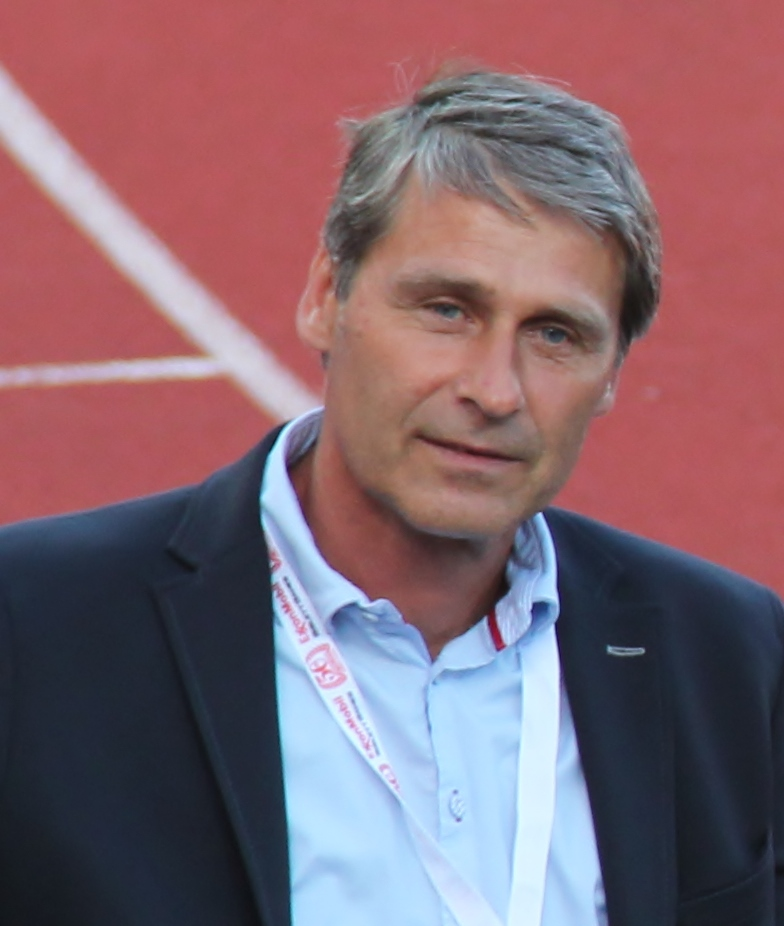
Jan Železný (* 16. červen)

- 04. ledna – Ladislav Maier, fotbalista
- 15. ledna – Vladimír Mlynář, politik
- 19. ledna – Ondřej Malý, herec
- 24. ledna – Petr Bendl, politik
- 27. ledna – Miroslava Pleštilová, herečka
- 28. ledna – Michal Pivoňka, hokejista
- 09. února – Josef Maršál, herec, moderátor, reportér a novinář
- 23. února – Roman Holý, skladatel, zpěvák a producent
- 31. března – Jan Potměšil, herec
- 04. dubna – Martin Hrdinka, moderátor, producent, autor námětů a libret
- 07. dubna – Lucie Bílá, zpěvačka a herečka
- 08. dubna – Iveta Bartošová, zpěvačka († 29. dubna 2014)
- 15. dubna – Igor Bareš, herec
- 20. dubna – Hana Moudrá, politička
- 13. května – Lenka Černá, házenkářka
- 15. května – Jiří Němec, fotbalista
- 03. června – Jiří Langmajer, herec
- 10. června – Hana Vovsová, spisovatelka
- 16. června – Jan Železný, atlet, oštěpař
- 18. června – Lou Fanánek Hagen, zpěvák
- 19. června – Ladislav Horák, akordeonista
- 27. června – Monika Načeva, zpěvačka
- 29. června – Daniel Nekonečný, zpěvák († 26. března 2019)
- 03. července – František Štorm, typograf
- 06. července – Jiří Macháček, herec a zpěvák
- 21. července – Dušan Suchý, fotbalista
- 02. srpna – Libor Ambrozek, politik
- 16. srpna
  - David Volek, hokejista
  - Jan Vondráček, herec a dabér
- 07. září – Zdeněk Izer, herec, bavič
- 30. září – Kamil Halbich, herec
- 06. října – Petr Jarchovský, scenárista a dramaturg
- 23. listopadu – Jiří Sika, sportovní lezec, publicista a vědecký pracovník
- 01. prosince – Martin Mykiska, cestovatel a spisovatel
- 18. prosince – Aleš Kočvara, basketbalista
- 20. prosince – Richard Genzer, herec, komik, moderátor, zpěvák, tanečník, bavič, scenárista, dabér a porotce
- ? – Radovan Vaculík, dabér

### Svět

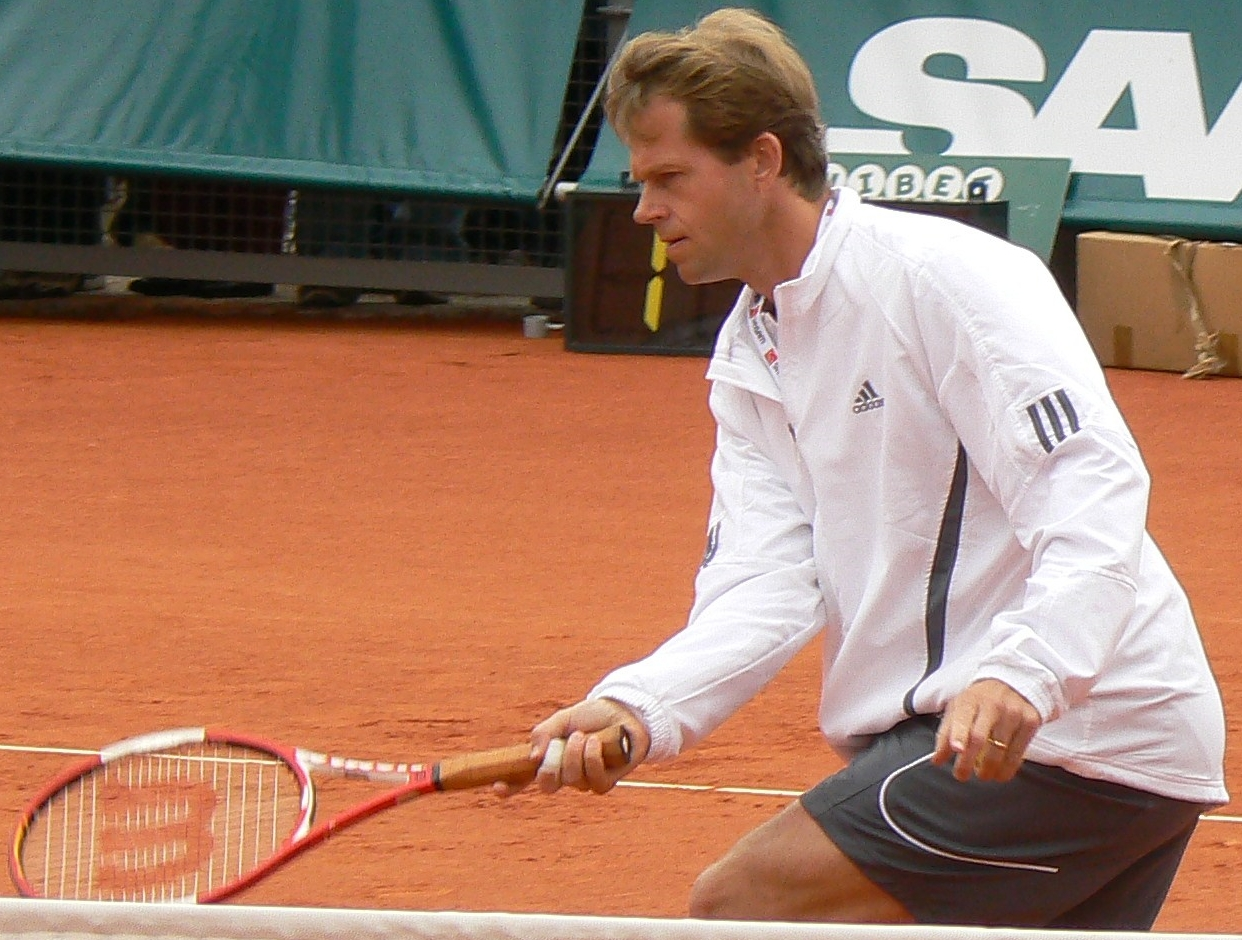
Stefan Edberg (* 19. leden)

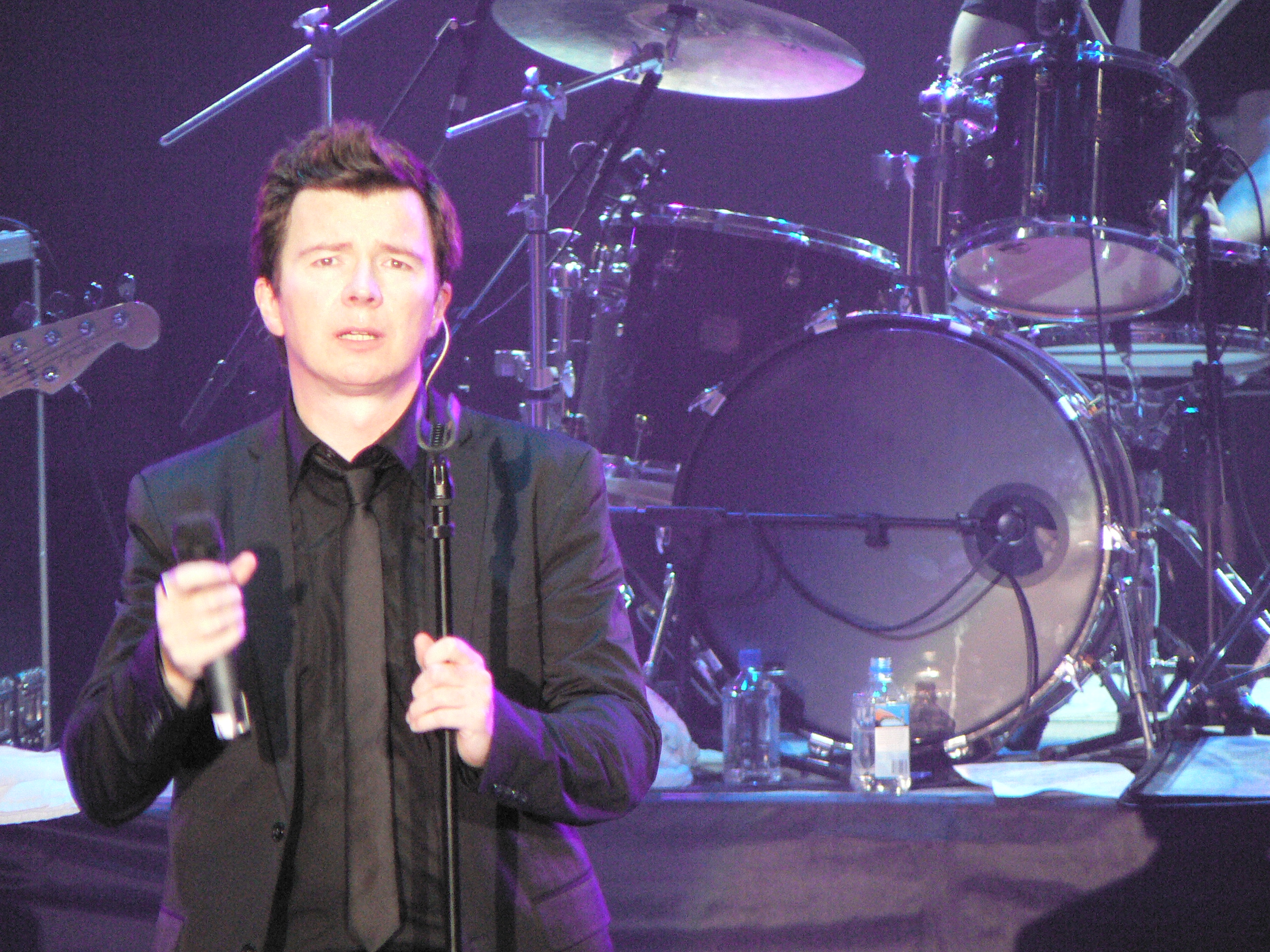
Rick Astley (* 6. únor)

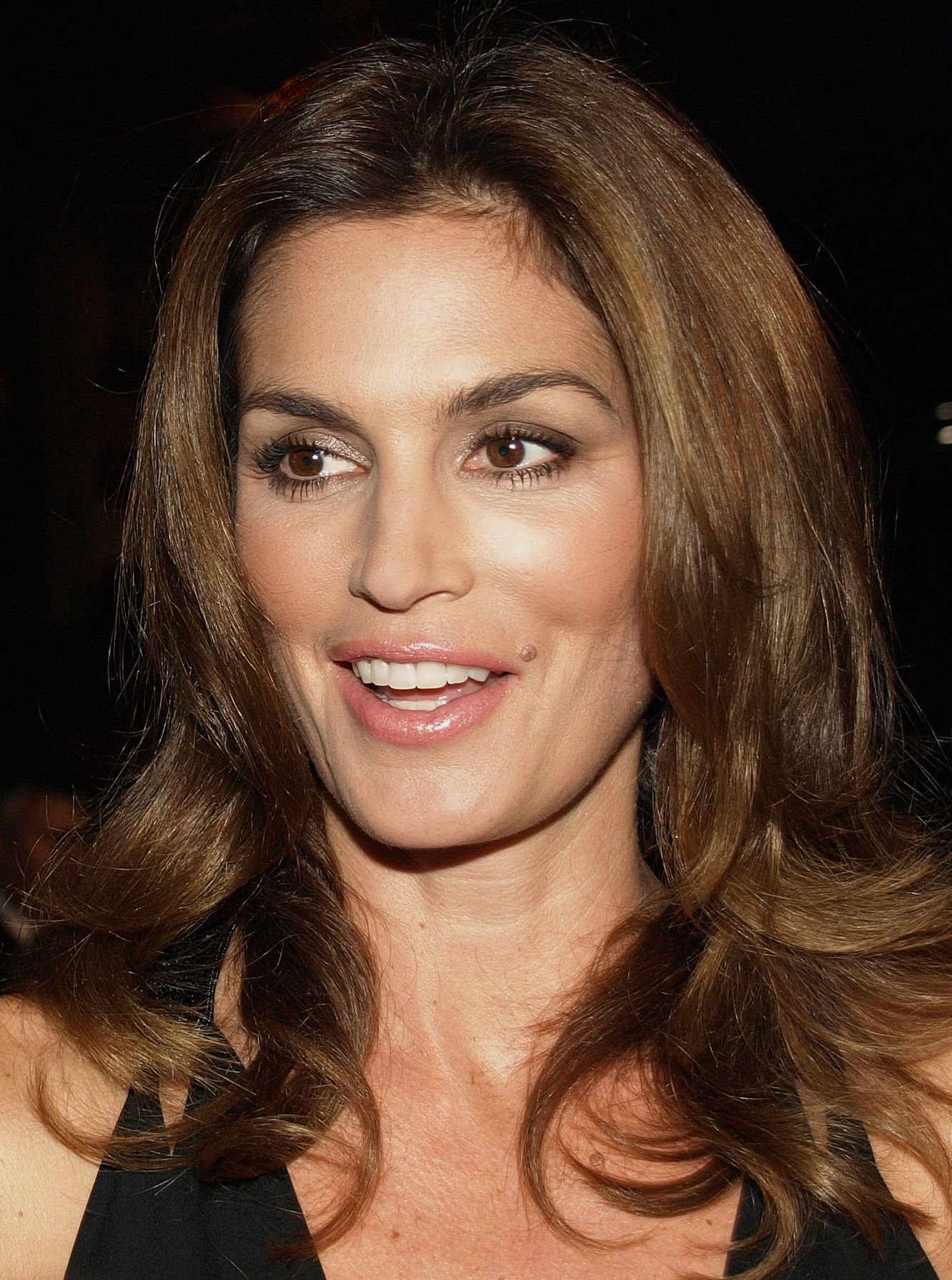
Cindy Crawford (* 20. únor)

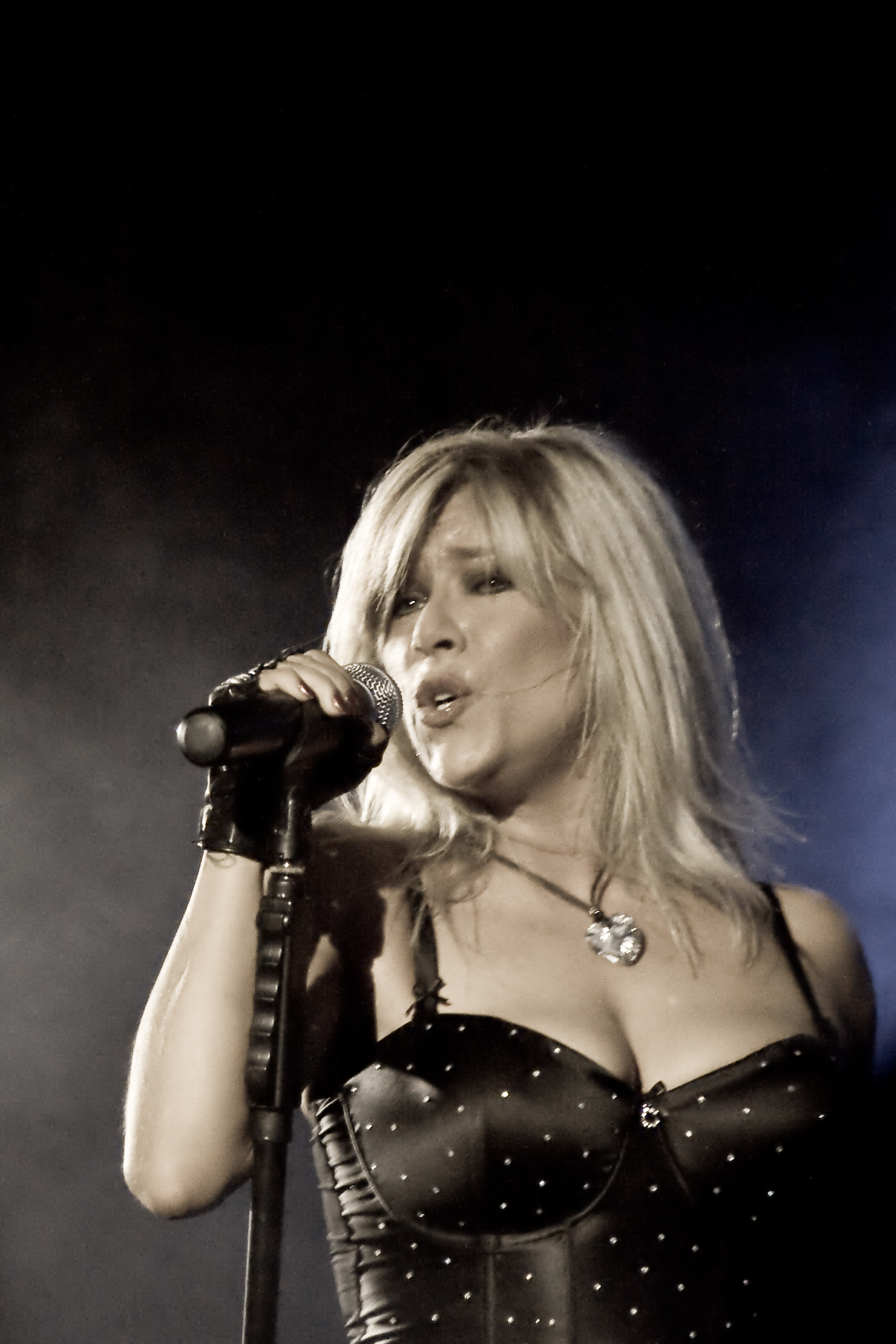
Samantha Fox (* 15. dubna)

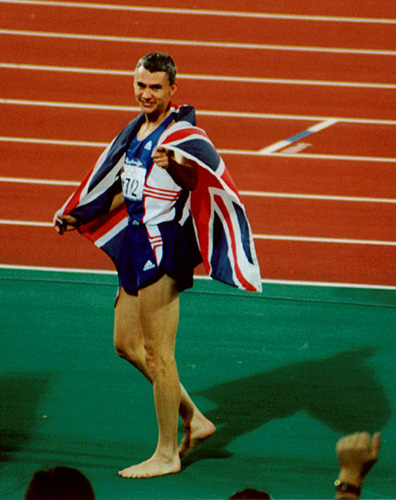
Jonathan Edwards (* 10. květen)

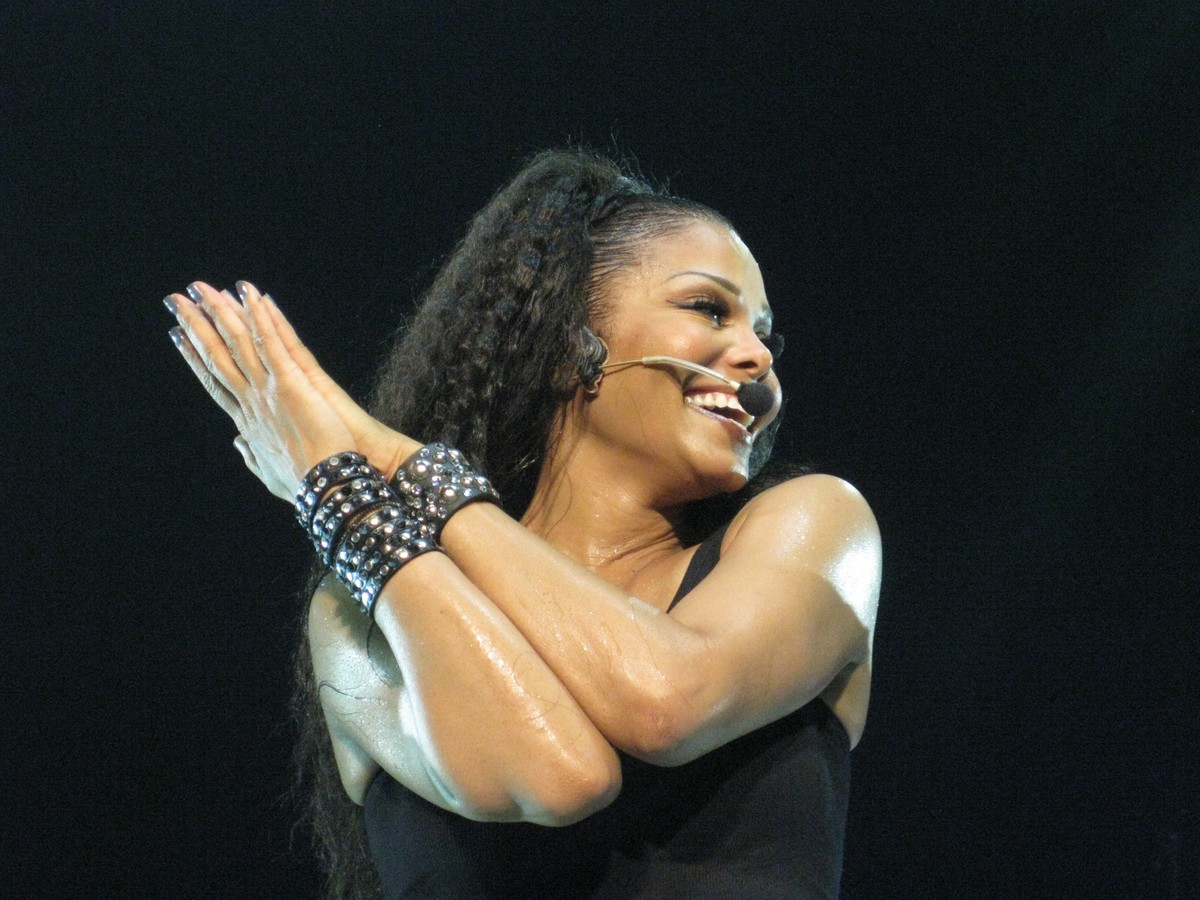
Janet Jacksonová (* 16. květen)

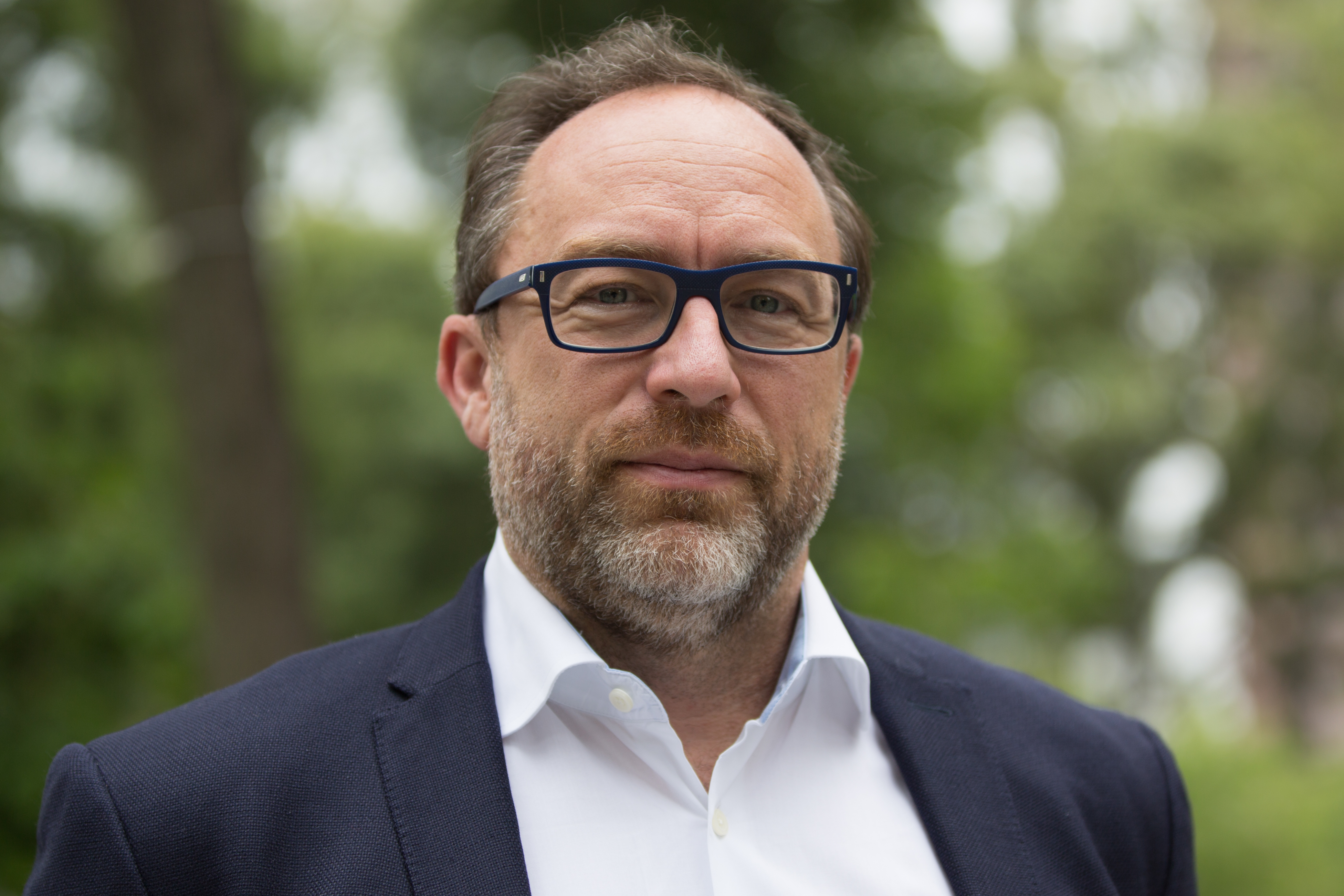
Jimmy Wales (* 7. srpen)

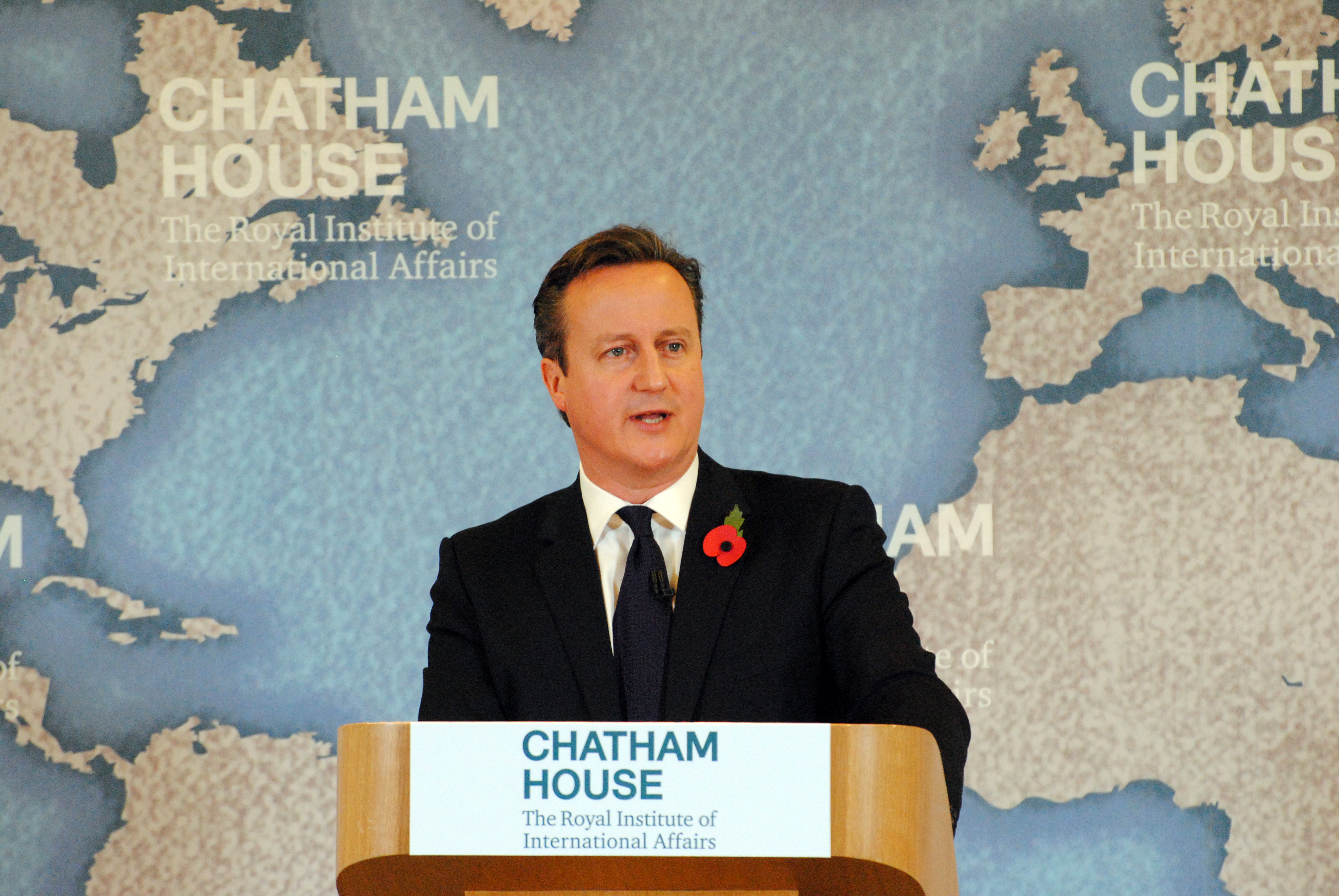
David Cameron (* 9. říjen)

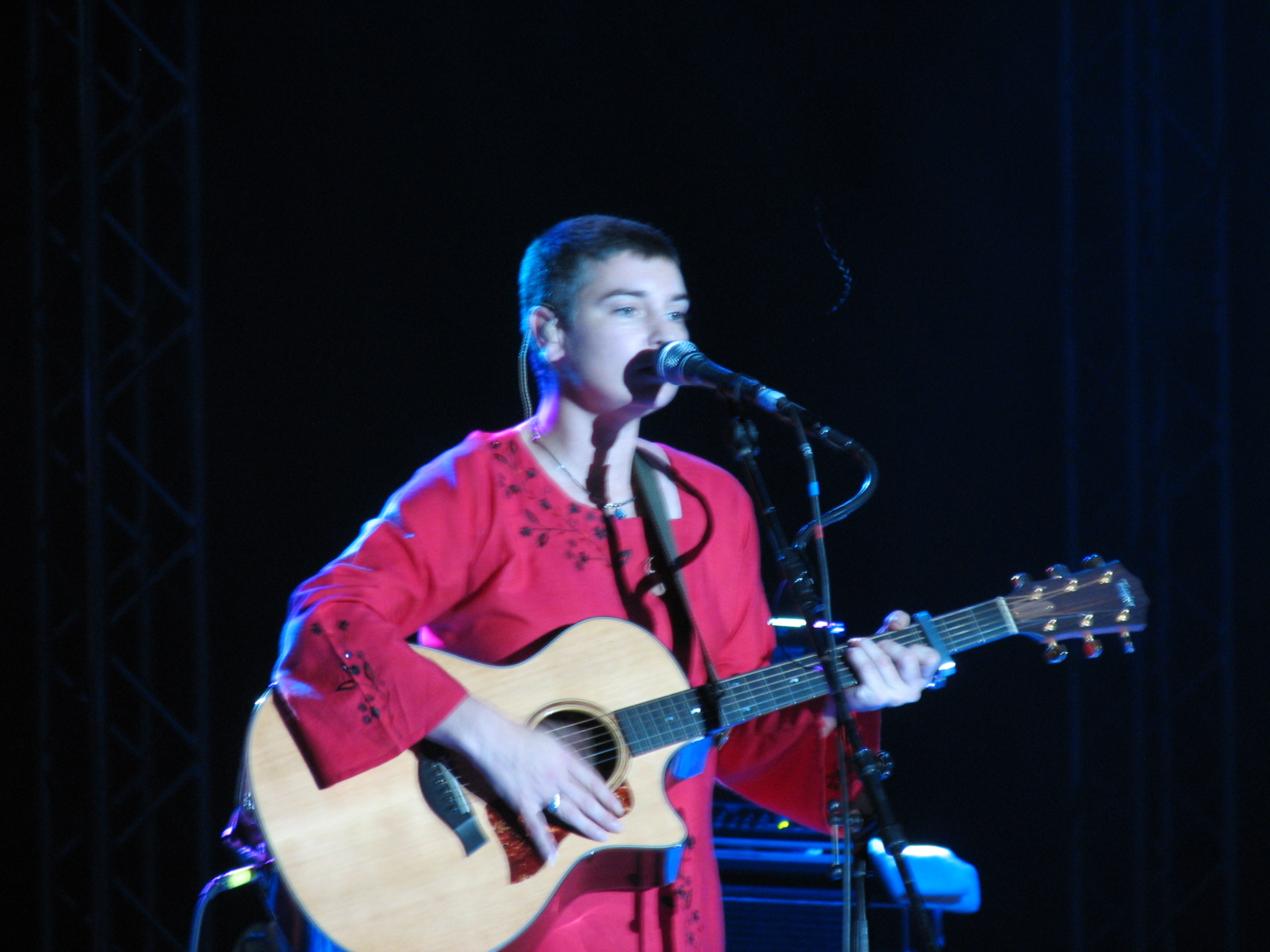
Sinéad O'Connor (* 8. prosinec)

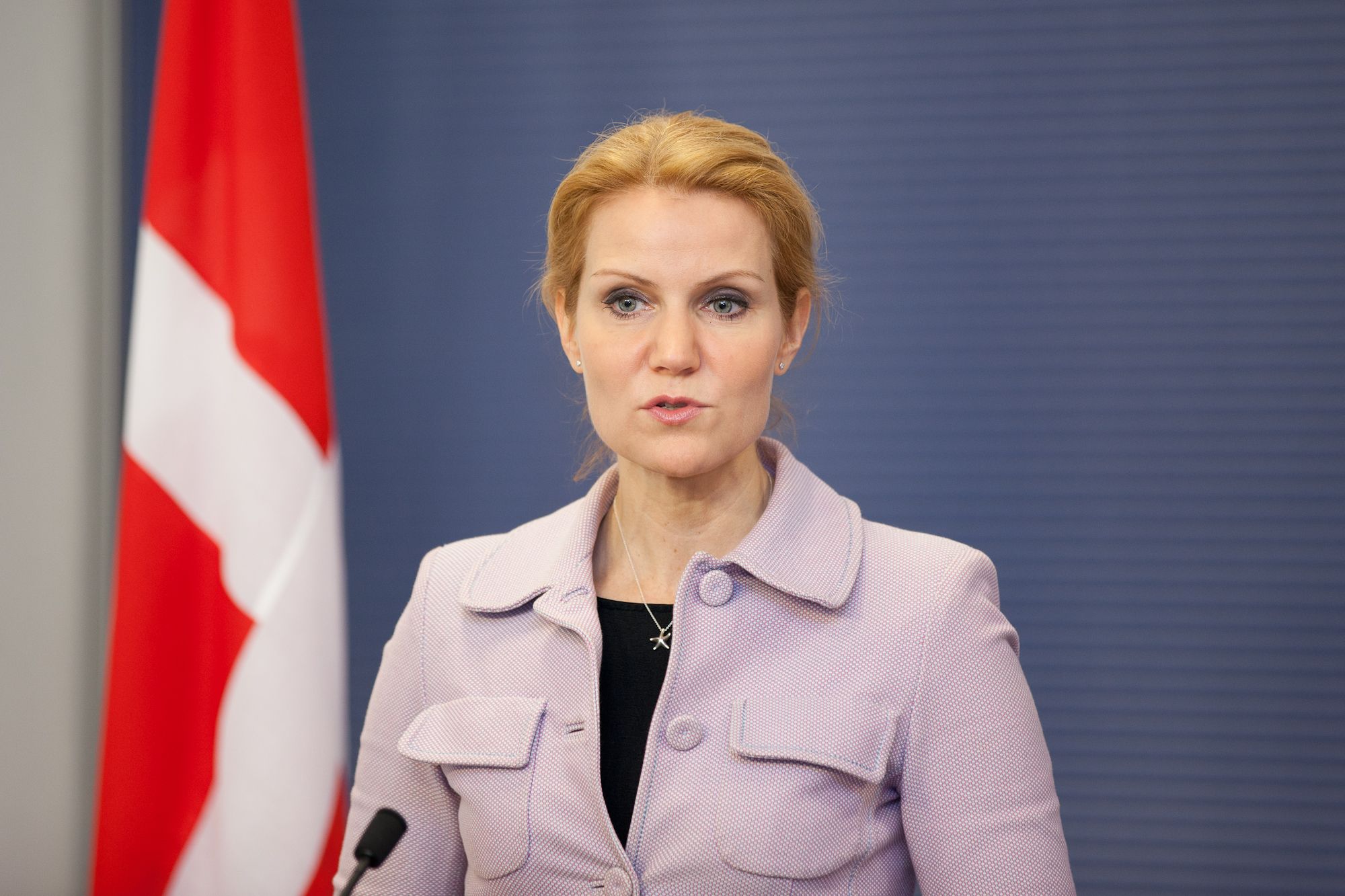
Helle Thorningová-Schmidtová (* 14. prosinec)

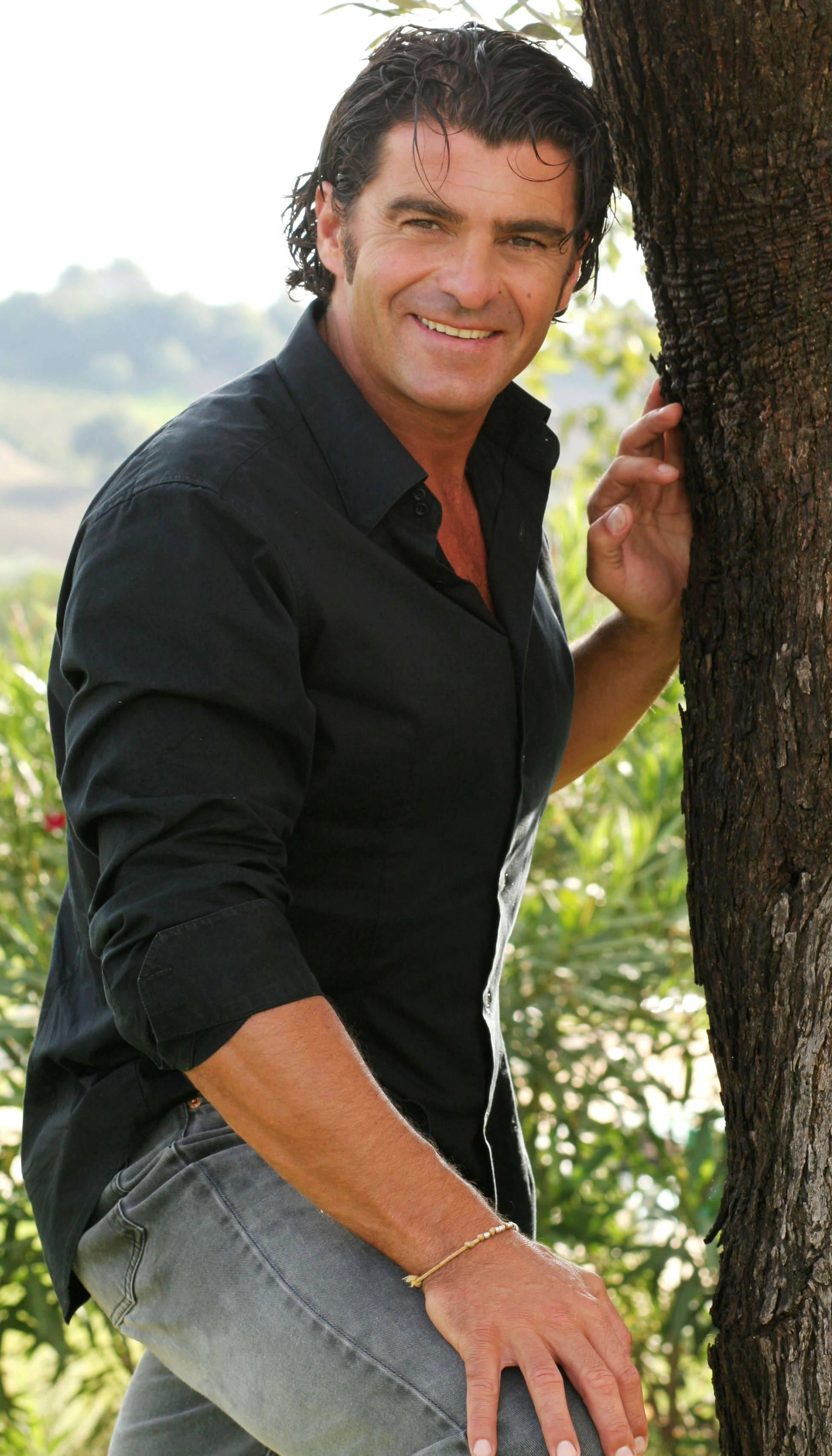
Alberto Tomba (* 19. prosinec)

- 01. ledna – Ivica Dačić, srbský politik
- 04. ledna – Christian Kern, rakouský politik
- 08. ledna – Andrew Wood, americký zpěvák a frontman rockové skupiny Mother Love Bone († 19. března 1990)
- 13. ledna – Patrick Dempsey, americký herec, producent, model a automobilový závodník
- 14. ledna
  - Marco Hietala, finský zpěvák kapely Nightwish
  - Dan Schneider, americký filmový producent
- 19. ledna
  - Stefan Edberg, švédský tenista
  - Lena Philipssonová, švédská zpěvačka
- 24. ledna – Emil Páleš, slovenský filozof
- 29. ledna – Romário, brazilský fotbalista a politik
- 06. února – Rick Astley, anglický zpěvák, textař a hudebník
- 08. února
  - Alex Antonitsch, rakouský tenista
  - Christo Stoičkov, bulharský fotbalista
- 09. února – Ellen van Langenová, nizozemská atletka, běžkyně na střední tratě
- 17. února
  - Luc Robitaille, bývalý kanadský hokejista
  - Quorthon, švédský zpěvák, spoluzakladatel hudební skupiny Bathory († 3. června 2004)
- 20. února – Cindy Crawford, americká herečka, moderátorka a bývalá topmodelka
- 23. února – Didier Queloz, švýcarský astronom, nositel Nobelovy ceny za fyziku
- 24. února – Billy Zane, americký herec a režisér
- 25. února – Téa Leoni, americká herečka
- 28. února – Jorge Paulo Futre, portugalský fotbalista
- 01. března – Zack Snyder, americký režisér, producent a scenárista
- 18. března – Jerry Cantrell, americký zpěvák a kytarista, člen Alice in Chains
- 22. března – Ondrej Glajza, slovenský cyklokrosař
- 23. března – Marek Maďarič, slovenský politik
- 26. března – Michael Imperioli, americký herec
- 27. března – Peter Marcin, slovenský herec, humorista, moderátor a zpěvák
- 29. března
  - Jeroen Dijsselbloem, nizozemský politik
  - Krasimir Balakov, bulharský fotbalista a trenér
- 02. dubna – Teddy Sheringham, anglický fotbalista
- 04. dubna – Stanislav Medřík, slovenský hokejista
- 07. dubna – Mišo Juzmeski, makedonský spisovatel, publicista a fotograf († 30. dubna 2021)
- 08. dubna
  - Robin Wright, americká herečka
  - Mark Blundell, britský automobilový závodník
- 09. dubna – Cynthia Nixonová, americká herečka
- 15. dubna – Samantha Fox, britská zpěvačka, herečka a bývalá modelka
- 22. dubna – Jeffrey Dean Morgan, americký herec
- 24. dubna – Alessandro Costacurta, italský fotbalista
- 25. dubna – Diego Domínguez, italský ragbista
- 26. dubna – Andrea Temesváriová, maďarská tenistka
- 28. dubna – Alí Rezá Pahlaví, íránský princ († 4. ledna 2011)
- 05. května – Ljubov Jegorovová, ruská běžkyně na lyžích
- 08. května – Cláudio Taffarel, brazilský fotbalový brankář
- 10. května – Jonathan Edwards, britský atlet
- 16. května
  - Alexandr Skvorcov, ruský pilot a kosmonaut
  - Janet Jacksonová, americká zpěvačka, skladatelka a herečka
- 21. května – Lisa Edelstein, americká herečka
- 24. května – Eric Cantona, francouzský fotbalista
- 25. května
  - Laurentien Nizozemská, manželka nizozemského prince Constantinja
  - John Olivas, americký astronaut
- 26. května – Helena Bonham Carter, anglická herečka
- 30. května – Thomas Häßler, německý fotbalista
- 04. června
  - Cecilia Bartoli, italská operní zpěvačka
  - Vladimir Alexandrovič Vojevodskij, ruský matematik († 30. září 2017)
- 06. června
  - Faure Gnassingbé, čtvrtý prezident Toga
  - Vladimír Kampf, slovenský fotograf
- 07. června – Mark Ravenhill, anglický herec a dramatik
- 08. června – Julianna Margulies, americká herečka
- 13. června – Grigorij Perelman, ruský matematik
- 14. června – Traylor Howard, americká herečka
- 19. června
  - Marion Vernoux, francouzská režisérka a scenáristka
  - Samuel West, britský herec a režisér
- 22. června – Emmanuelle Seignerová, francouzská herečka, zpěvačka a modelka
- 27. června – J. J. Abrams, americký filmový a televizní producent, scenárista, režisér, herec a skladatel
- 28. června – John Cusack, americký herec
- 30. června – Mike Tyson, americký boxer
- 05. července – Gianfranco Zola, italský fotbalista
- 06. července – Pamela Adlon, maerická herečka
- 14. července – Matthew Fox, americký herec
- 15. července – Irène Jacob, francouzská herečka
- 18. července – Dan O'Brien, americký vícebojař
- 20. července – Enrique Peña Nieto, mexický politik a prezident
- 21. července – Sarah Waters, britská spisovatelka
- 24. července
  - Mo-Do, italský eurodance hudebník († 6. února 2013)
  - Maroš Šefčovič, slovenský diplomat a eurokomisař
- 25. července – Peter Batthyany, slovenský herec
- 27. července – Al Charron, kanadský ragbista
- 30. července – Veronika Wallingerová, rakouská sjezdařka
- 31. července – Dean Cain, americký herec
- 05. srpna – James Gunn, americký režisér, scenárista a producent
- 07. srpna – Jimmy Wales, jeden ze zakladatelů Wikipedie a internetový podnikatel
- 14. srpna
  - Halle Berryová, americká herečka
  - Freddy Rincón, kolumbijský fotbalista († 13. dubna 2022)
- 17. srpna
  - Iveta Bieliková, slovenská basketbalistka a trenérka
  - Rodney Mullen, americký profesionální skateboardista
- 20. srpna
  - Dimebag Darrell, americký kytarista, zakladatel metalové kapely Pantera a Damageplan († 8. prosince 2004)
  - Enrico Letta, italský politik a bývalý premiér
- 25. srpna
  - Alexandra Pavelková, slovenská spisovatelka
  - Sandra Maischberger, německá novinářka
- 26. srpna – Shirley Manson, skotská muzikantka, zpěvačka skupiny Garbage
- 27. srpna – Juhan Parts, estonský politik
- 02. září
  - Salma Hayeková, mexická herečka
  - Olivier Panis, francouzský automobilový závodník
- 04. září – Marek Krajewski, polský filolog a spisovatel
- 06. září – Emil Boc, rumunský politik
- 07. září
  - Toby Jones, britský herec
  - Gunda Niemannová-Stirnemannová, německá rychlobruslařka
- 08. září – Carola Häggkvist, švédská zpěvačka
- 09. září
  - Georg Hackl, německý sáňkař
  - Adam Sandler, americký herec, producent a scenárista
  - Michel Muller, francouzský herec, scenárista a režisér
- 11. září – Kiko, korunní princezna Japonska
- 12. září – Anúše Ansáríová, íránská podnikatelka a vesmírná turistka
- 15. září – Dejan Savićević, srbský fotbalista
- 22. září
  - Mike Richter, americký hokejový brankář
  - Erdoğan Atalay, německý herec
- 28. září – María Canals Barrera, americká herečka a zpěvačka
- 29. září – Bujar Nishani, albánský prezident († 28. května 2022)
- 01. října – George Weah, liberijský fotbalista
- 03. října – Tom Nicholson, britsko-kanadský investigativní novinář žijící na Slovensku
- 05. října – Inessa Kravecová, ukrajinská trojskokanka
- 07. října – Marco Beltrami, italsko-americký hudební skladatel
- 09. října – David Cameron, britský politik a bývalý premiér
- 10. října – Tony Adams, anglický fotbalista a tréner
- 11. října – Luke Perry, americký herec († 4. března 2019)
- 19. října – Jon Favreau, americký herec, režisér, scenárista
- 20. října – Abú Musab az-Zarkáví, vůdce al-Káidy († 7. června 2006)
- 21. října – Douglas Hurley, americký astronaut
- 22. října – Valeria Golinová, italská herečka
- 24. října – Roman Abramovič, ruský podnikatel
- 30. října – Zoran Milanović, chorvatský politik
- 02. listopadu – David Schwimmer, americký herec a režisér
- 06. listopadu – Laurent Lafforgue, francouzský matematik
- 08. listopadu – Gordon Ramsay, britský šéfkuchař a televizní osobnost
- 11. listopadu – Benedicta Boccoli, italská herečka
- 17. listopadu
  - Sophie Marceau, francouzská herečka a režisérka
  - Jeff Buckley, americký zpěvák a kytarista († 29. května 1997)
- 22. listopadu – Michael K. Williams, americký herec († 6. září 2021)
- 23. listopadu – Vincent Cassel, francouzský herec
- 30. listopadu – Mika Salo, finský automobilový závodník
- 08. prosince – Sinéad O'Connor, irská zpěvačka († 26. července 2023)
- 14. prosince – Helle Thorningová-Schmidtová, dánská politička a bývalá premiérka
- 19. prosince – Alberto Tomba, italský lyžař
- 21. prosince – Kiefer Sutherland, kanadský herec a producent
- 27. prosince – Dušan Tittel, bývalý slovenský fotbalista
- 28. prosince – Kaliopi, severomakedonská zpěvačka
- 29. prosince – Janez Šušteršič, slovinský politik
- ? – Sergej Tarasov, ruský horolezec
- ? – Ali Ahmad, saúdskoarabský novinář
- ? – Christian Ganczarski, německý islámský konvertita

## Úmrtí

### Česko

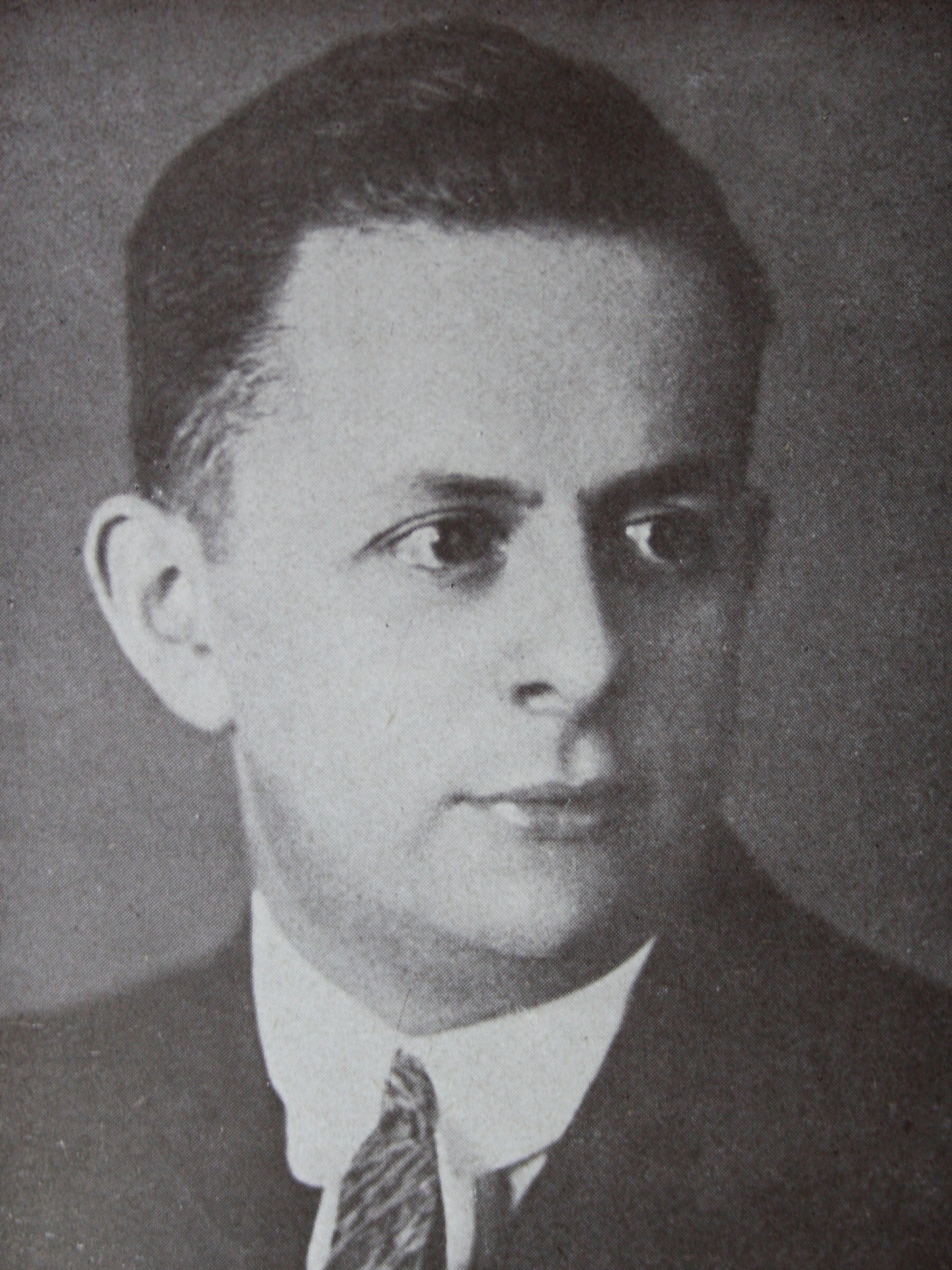
Josef Laufer († 19. říjen)

- 03. ledna – Ján Ivák, československý politik, poslanec (* 6. ledna 1889)
- 09. ledna – Ladislav Prokeš, český šachový mistr (* 8. června 1884)
- 12. ledna – Zdeněk Frankenberger, lékař, histolog, embryolog, patolog a přírodovědec (* 24. ledna 1892)
- 19. ledna – Josef Klement Zástěra, hudební skladatel a spisovatel (* 27. dubna 1886)
- 29. ledna – Josef Kovář, spisovatel (* 15. října 1901)
- 31. ledna – Alois Srdce, knihkupec a nakladatel (* 25. května 1888)
- 02. února – Jindřich Hybler, sbormistr a hudební skladatel (* 31. prosince 1891)
- 04. února
  - Karel Honzík, architekt (* 24. září 1900)
  - Štefan Danihel, politik, poslanec (* 29. března 1885)
- 06. února – Emanuel Baláš, český etnograf (* 31. července 1914)
- 07. února – Josef Čihula, český horolezec (* 18. ledna 1938)
- 18. února – Rudolf Schwarz, slovenský a československý politik a poslanec (* 10. listopadu 1882)
- 19. února – Oskar Michejda, evangelický duchovní působící na Těšínsku (* 6. února 1885)
- 23. února – Bedřich Vrbský, herec (* 4. května 1890)
- 26. února – Antonín Matěj Píša, český básník, literární a divadelní kritik (* 10. května 1902)
- 27. února – Rudolf Walter, divadelní režisér, herec a pedagog (* 22. března 1894)
- 01. března – Karel Dostal, český divadelní režisér a herec (* 14. března 1884)
- 02. března – Vincenc Krahulec, československý politik (* 1925)
- 03. března – Gustav Brauner, český malíř (* 10. září 1880)
- 18. března – Vojta Novák, divadelní a filmový herec a režisér (* 16. března 1886)
- 27. března – Jan Čarek, spisovatel (* 29. prosince 1898)
- 29. března – Ignác Josef Preiss, kněz, žatecký děkan (* 20. března 1870)
- 01. dubna – Josef Knop, příslušník Československé armády v zahraničí, generál in memoriam (* 30. ledna 1909)
- 07. dubna – Bohumil Němec, botanik, rektor University Karlovy a politik (* 12. března 1873)
- 13. dubna
  - Čestmír Loukotka, český lingvista a etnolog (* 12. listopadu 1895)
  - Jan Strakoš, český literární kritik, historik, teoretik a překladatel (* 1. června 1899)
- 14. dubna – Matěj Špindler, politik, poslanec (* 24. února 1907)
- 05. května – Josef Fojtík, sochař a pedagog (* 9. srpna 1890)
- 10. května – Josef Sedlák, československý politik (* 28. prosince 1891)
- 16. května – Robert Pražák, československý gymnasta, tři stříbrné medaile na OH 1924 (* 2. prosince 1892)
- 23. května – Eduard Kühnl, československý diplomat a esperantista (* 16. května 1884)
- 03. června – Rudolf Vetiška, odbojář, politik (* 25. prosince 1895)
- 04. června
  - Miroslav Chleborád, český právník a archeolog (* 29. června 1880)
  - Bohumil Střemcha, český fotograf (* 21. května 1878)
- 06. června – Jan Víšek, architekt (* 13. května 1890)
- 08. června – Cyril Žampach, katolický kněz, vysoký církevní hodnostář (* 10. června 1880)
- 09. července – Miloslav Štědrý, chemik a protikomunistický bojovník (* 29. ledna 1914)
- 10. července – Viktor Veselý, právník, klavírista, hudební skladatel a pedagog (* 2. prosince 1887)
- 11. července – Josef Kotas, komunistický politik, starosta Ostravy (* 12. září 1891)
- 21. července – Otakar Hůrka, český akademický malíř (* 10. září 1889)
- 22. července – Jaroslav Kofroň, český hornista, hudební skladatel, pedagog a sběratel lidových písní (* 5. února 1921)
- 26. července – František Moravec (generál), československý generál (* 23. července 1895)
- 29. července – František Schäfer, klavírista hudební skladatel a pedagog (* 3. dubna 1905)
- 30. července – Julie Prokopová-Škrabálková, československá politička (* 18. dubna 1890)
- 02. srpna
  - Rudolf Antonín Dvorský, hudební skladatel, herec (* 24. března 1899)
  - Karl Kreibich, československý politik německé národnosti (* 14. prosince 1883)
- 14. srpna – Josef Bartoš, hudební pedagog, skladatel a sbormistr (* 10. února 1902)
- 22. srpna – Jaromír Pečírka, historik umění (* 29. července 1891)
- 31. srpna – Jaroslav Jirkovský, český hokejista, čtyřnásobný mistr Evropy (* 1891)
- 03. září – František Cinek, kněz, profesor dogmatiky v Olomouci (* 20. července 1888)
- 06. září – Gustav Hrejsa, český právník a synodní kurátor Českobratrské církve evangelické (* 29. listopadu 1889)
- 14. září – Václav Vích, kameraman (* 19. ledna 1898)
- 24. září – Otto Rothmayer, český architekt (* 28. února 1892)
- 28. září – Irena Čubírková, popravená vražedkyně (* 15. března 1923)
- 30. září – Gottfried Krczal, československý politik německé národnosti (* 26. října 1885)
- 05. října – Václav Cipro, odborář a politik (* 18. prosince 1895)
- 06. října – Ludmila Hořká, spisovatelka, publicistka a folklóristka (* 26. dubna 1892)
- 10. října – Alois Dvorský, český herec-komik (* 24. října 1883)
- 17. října – Karel Hruška, zpěvák (* 14. června 1891)
- 19. října – Josef Laufer, český sportovní redaktor a komentátor (* 20. dubna 1891)
- 03. listopadu – Rudolf Veselý, český mykolog (* 16. dubna 1884)
- 07. listopadu – Mařenka Zieglerová, operetní zpěvačka a herečka (* 7. února 1881)
- 09. listopadu – Miloš Vignati, právník, hudební skladatel a pedagog (* 28. dubna 1897)
- 10. listopadu
  - František Fischer, český lékárník a astronom (* 30. srpna 1886)
  - Miloš Kosina, český spisovatel (* 23. října 1905)
- 12. listopadu – Vladimír Babula, spisovatel (* 24. července 1919)
- 16. listopadu – Vasil Atanas Božinov, československý hudební skladatel bulharského původu (* 13. ledna 1888)
- 19. listopadu – Terezie Brzková, herečka (* 11. ledna 1875)
- 20. listopadu – Vojtěch Krch, architekt (* 23. července 1892)
- 21. listopadu – Josef Haszpra, umělecký slévač (* 15. března 1882)
- 27. listopadu – Wenzel Jaksch, sudetoněmecký sociálně-demokratický politik (* 25. září 1896)
- 03. prosince – Štěpán Ješ, inženýr a stavební podnikatel, politik (* 26. prosince 1895)
- 04. prosince – Albert Vyskočil, spisovatel, literární kritik a překladatel (* 28. ledna 1890)
- 22. prosince – Roman Blahník, hudební skladatel, klavírista a kapelník (* 2. února 1897)
- 28. prosince – Vincenc Makovský, sochař (* 3. června 1900)
- 30. prosince – Géza Včelička, levicový novinář, reportér, spisovatel (básník i prozaik), cestovatel a trampský organizátor a velmi nadaný malíř (* 7. května 1901)
- 0? – Karel Dokoupil, český katolický kněz a teolog (* 1896)

### Svět

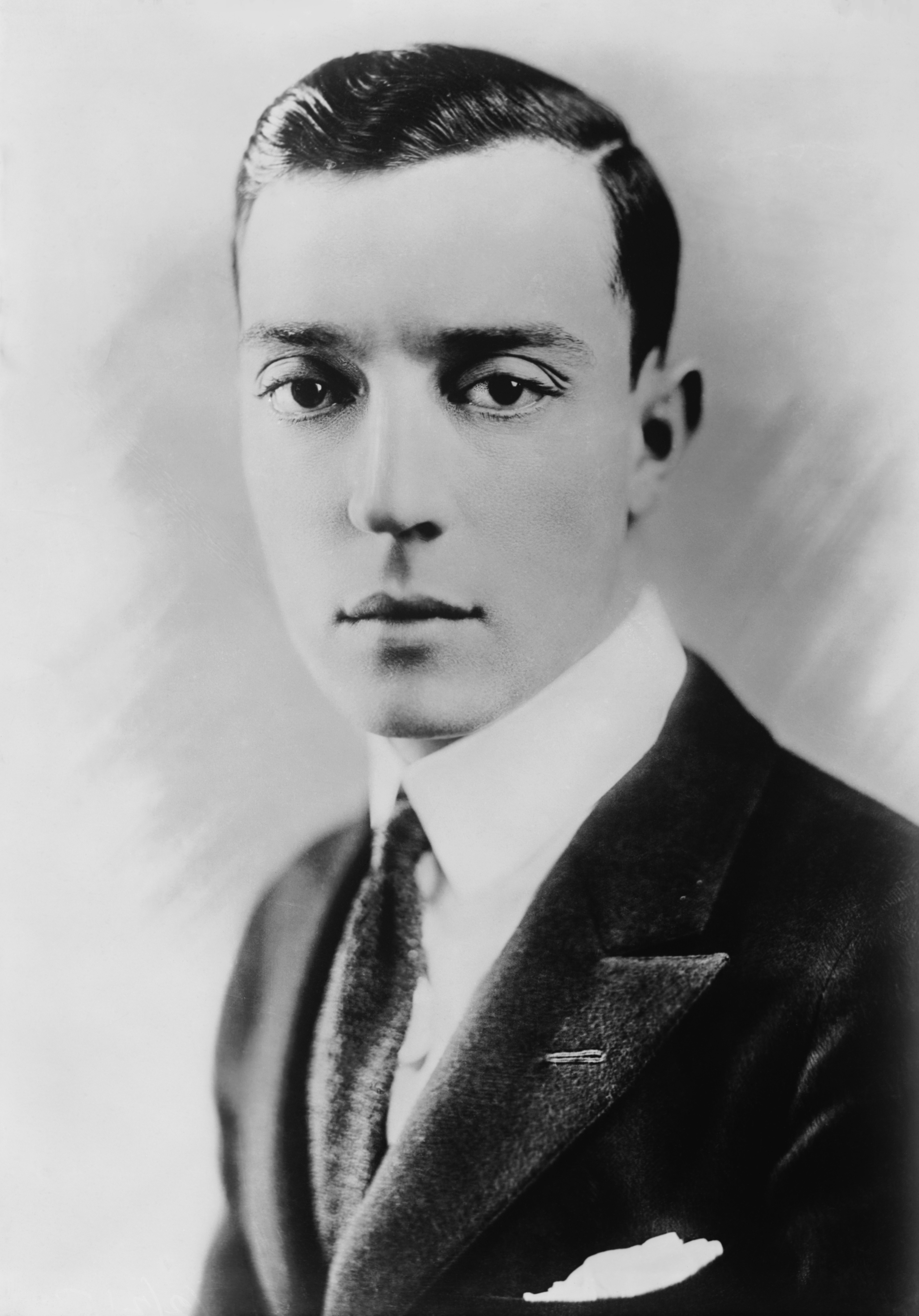
Buster Keaton († 1. únor)

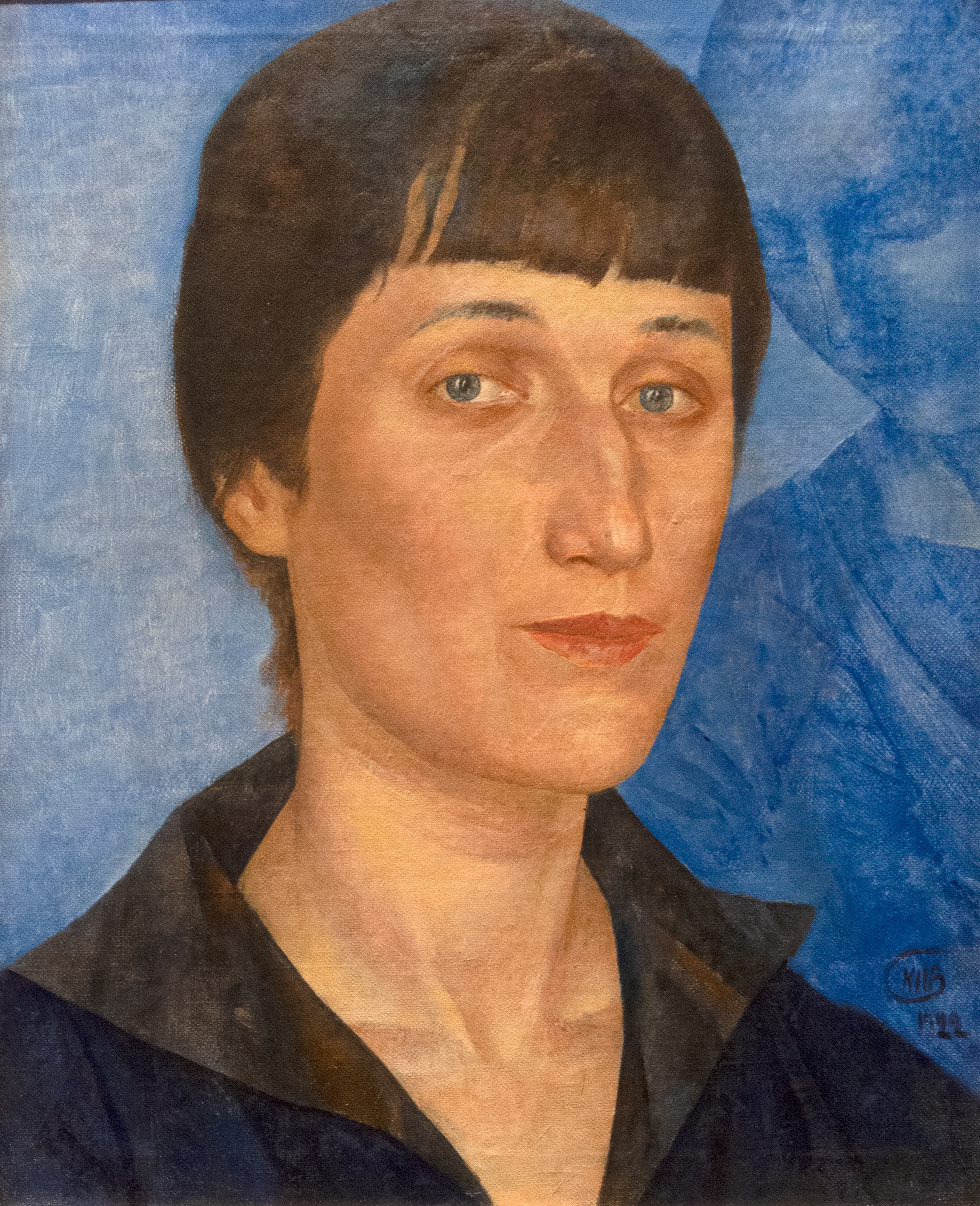
Anna Achmatovová († 5. březen)

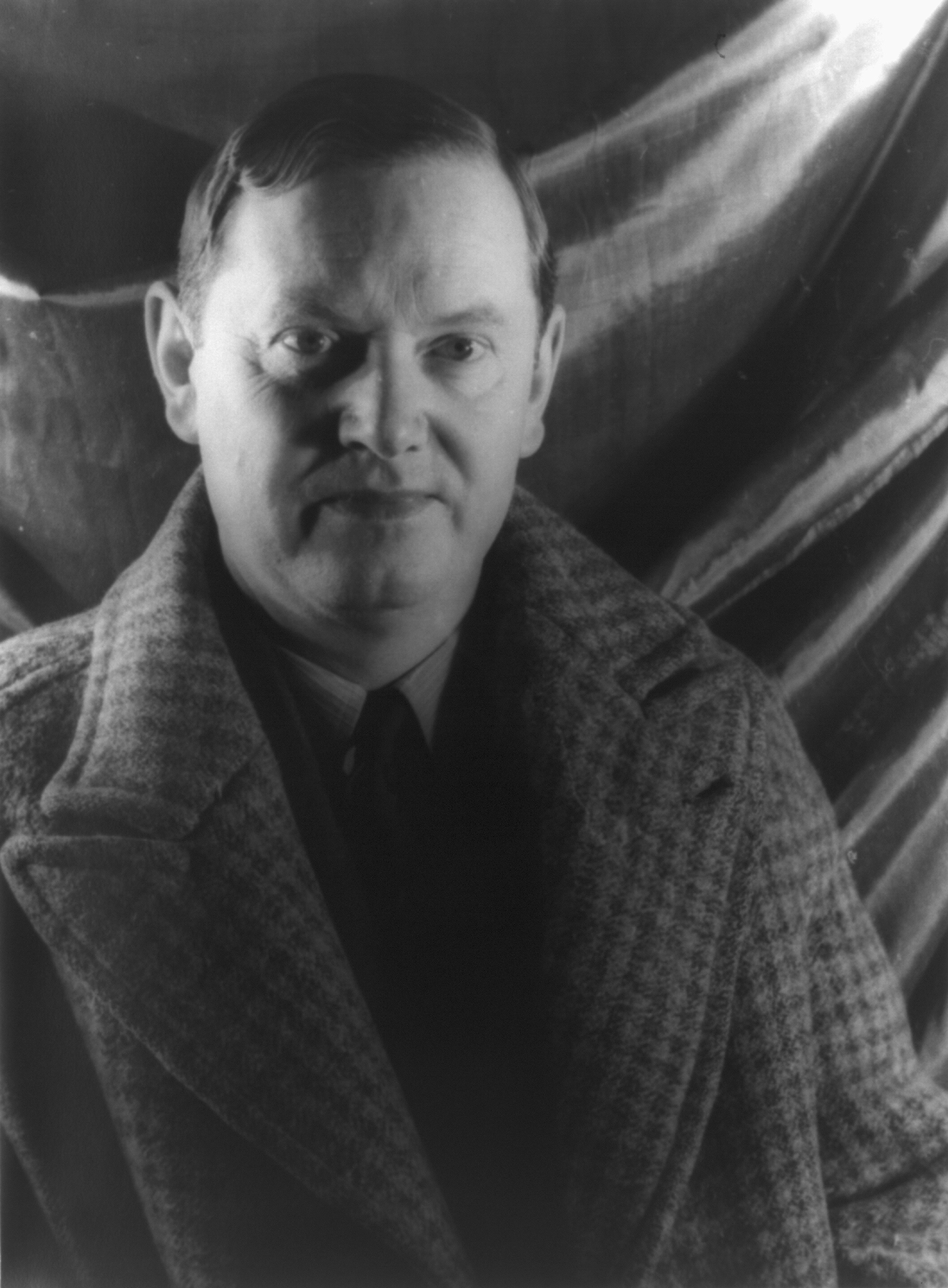
Evelyn Waugh († 10. duben)

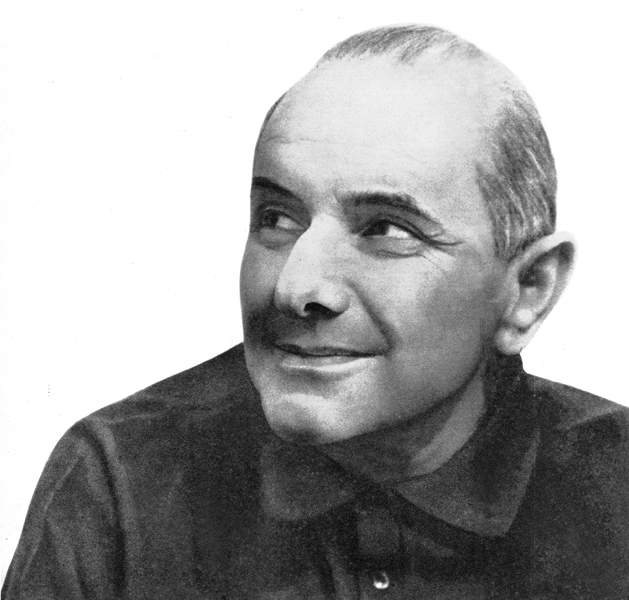
Stanisław Jerzy Lec († 7. květen)

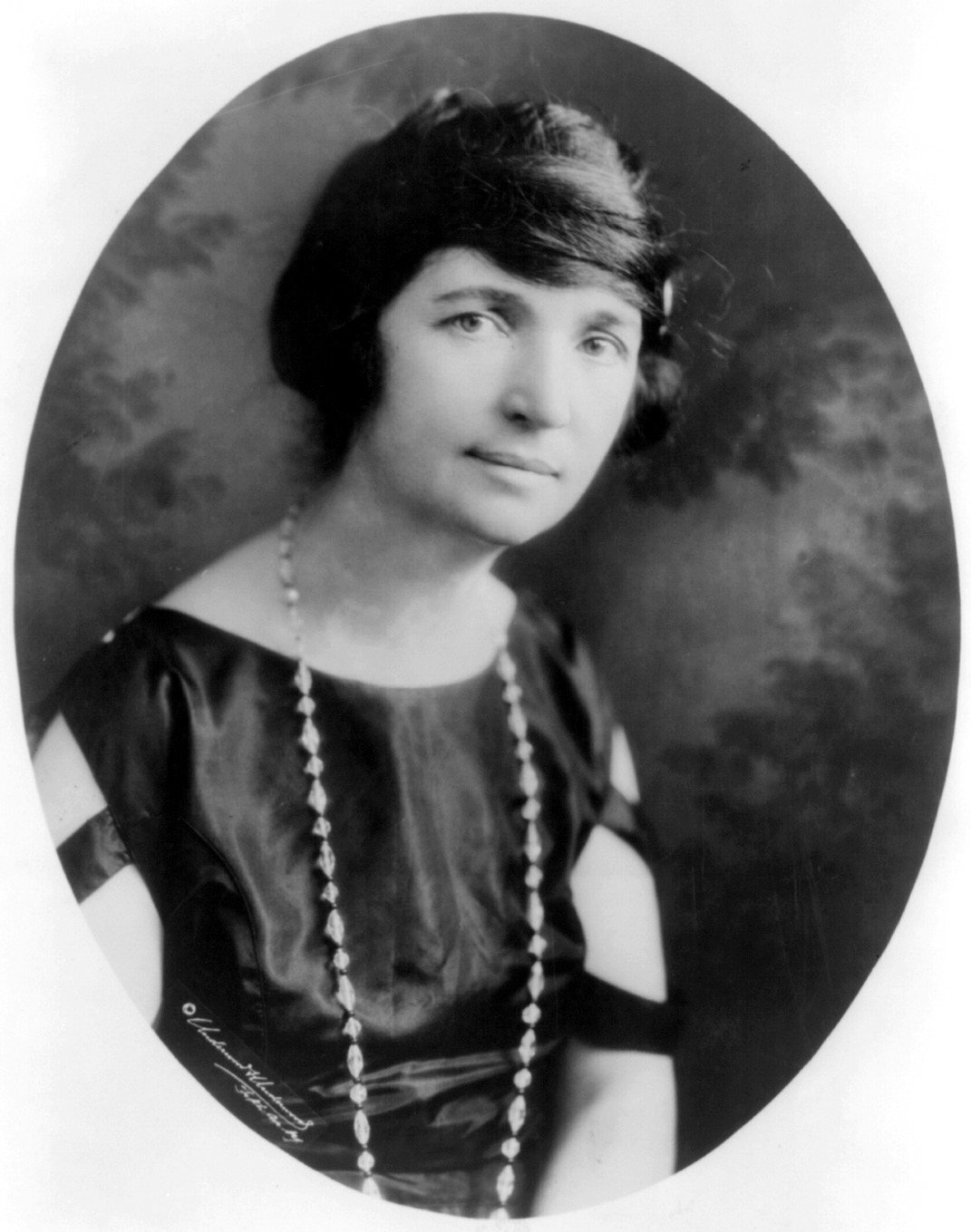
Margaret Sangerová († 6. září)

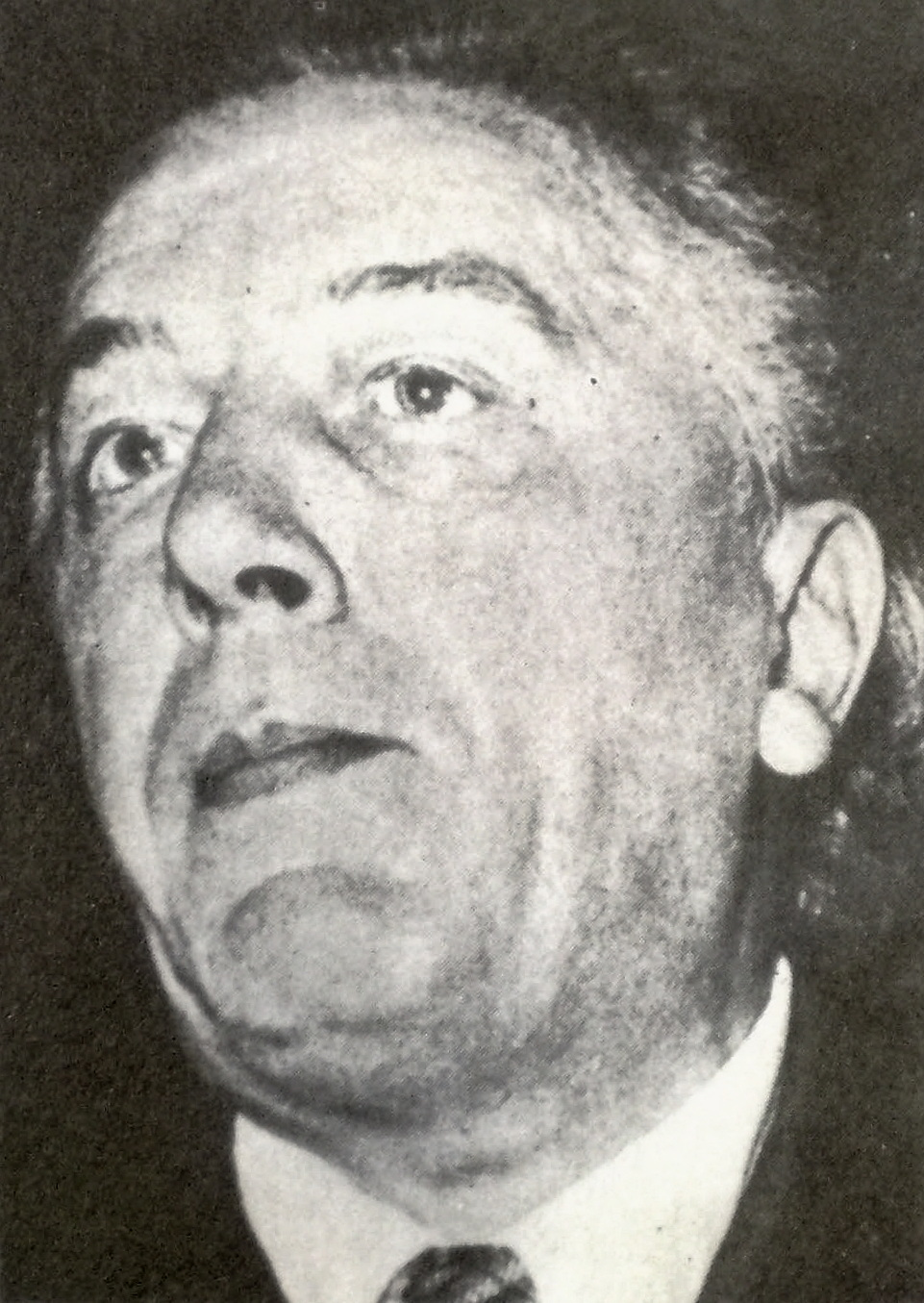
André Breton († 28. září)

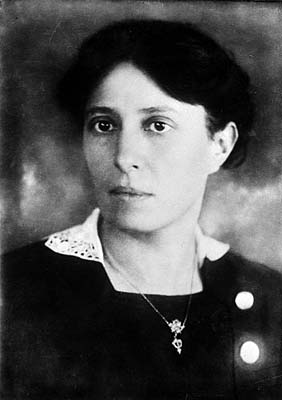
Alice Masaryková († 29. listopad)

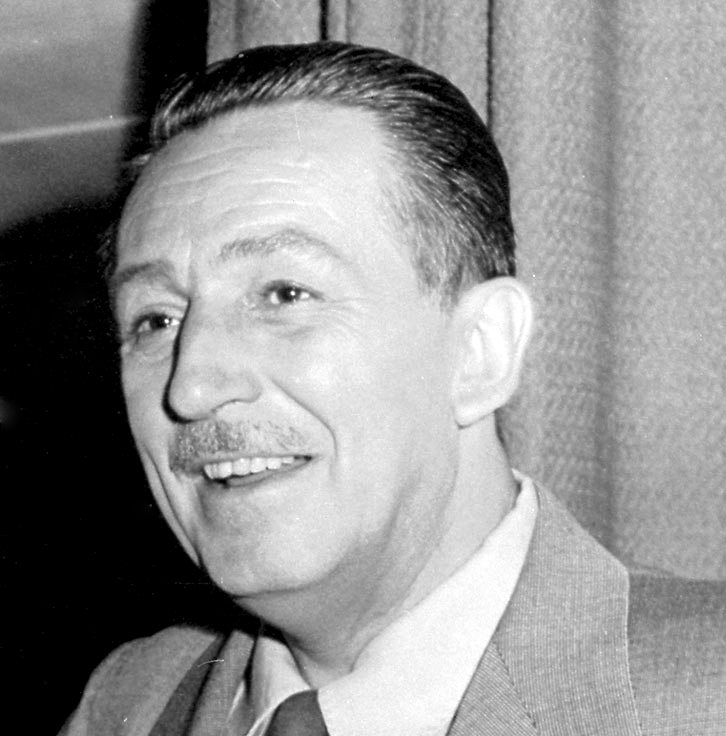
Walt Disney († 15. prosinec)

- 01. ledna – Vincent Auriol, prezident Francouzské republiky (* 27. srpna 1884)
- 04. ledna – Inga Voroninová, sovětská rychlobruslařka (* 29. srpna 1936)
- 09. ledna – Friedrich Wilhelm Foerster, německý filosof (* 9. června 1869)
- 11. ledna
  - Alberto Giacometti, švýcarský sochař a malíř (* 10. října 1901)
  - Hannes Kolehmainen, finský atlet, čtyřnásobný olympijský vítěz 1912 a 1920 (* 9. prosince 1889)
  - Lál Bahádur Šastrí, premiér Indie (* 2. října 1904)
- 14. ledna
  - Bill Carr, americký sprinter, dvojnásobný olympijský vítěz (* 24. října 1909)
  - Sergej Koroljov, sovětský raketový konstruktér (* 12. ledna 1907)
- 27. ledna
  - František Valentin, slovenský chemik (* 5. února 1892)
  - Ludwig Gies, německý sochař (* 3. září 1887)
  - Víctor Català, katalánská spisovatelka (* 11. září 1869)
- 31. ledna – George Goulding, kanadský olympijský vítěz v chůzi na 10 kilometrů (* 16. listopadu 1884)
- 01. února
  - Buster Keaton, americký herec, režisér a scenárista (* 4. října 1895)
  - Hedda Hopperová, americká novinářka (* 2. května 1885)
- 05. února – Ludwig Binswanger, švýcarský lékař a psychoanalytik (* 13. dubna 1881)
- 10. února – Giuseppe Burzio, duchovní a vatikánský diplomat (* 21. ledna 1901)
- 15. února – Camilo Torres Restrepo, kolumbijský katolický kněz (* 3. února 1929)
- 17. února
  - Hans Hofmann, německý malíř (* 21. března 1880)
  - Alfred P. Sloan, prezident a předseda správní rady společnosti General Motors (* 23. května 1875)
- 20. února – Chester Nimitz, nejvyšší velitel amerického vojenského námořnictva (* 24. února 1885)
- 25. února – Viktor Kravčenko, sovětský inženýr a diplomat (* 11. října 1905)
- 26. února
  - Gino Severini, italský malíř (* 7. dubna 1883)
  - Vinájak Dámódar Sávarkar, indický politik (* 28. května 1883)
- 28. února
  - Charles Bassett, americký vojenský letec (* 30. prosince 1931)
  - Elliott See, americký letecký inženýr, astronaut (* 23. července 1927)
- 05. března – Anna Andrejevna Achmatovová, ruská lyrická básnířka a překladatelka (* 23. června 1889)
- 12. března – Sydney Camm, britský letecký konstruktér (* 5. srpna 1893)
- 13. března – Max Clara, rakouský anatom (* 12. února 1899)
- 23. března – Frits Zernike, nizozemský fyzik, nositel Nobelovy ceny za fyziku (* 16. července 1888)
- 01. dubna
  - Warren Miller, americký spisovatel (* 31. srpna 1921)
  - Brian O'Nolan, irský spisovatel (* 5. října 1911)
- 02. dubna – C. S. Forester, britský spisovatel a dramatik (* 27. srpna 1899)
- 03. dubna – Battista Pinin Farina, zakladatelem designérské firmy Carrozzeria Pininfarina (* 2. listopadu 1893)
- 05. dubna – Svend Fleuron, dánský spisovatel (* 4. ledna 1874)
- 06. dubna – Emil Brunner, švýcarský evangelický teolog (* 23. prosince 1889)
- 10. dubna – Evelyn Waugh, anglický spisovatel (* 28. října 1903)
- 12. dubna – Janez Jalen, slovinský kněz a spisovatel (* 26. května 1891)
- 13. dubna
  - Abdul Salám Árif, třetí prezident Iráku (* 21. března 1921)
  - Georges Duhamel, francouzský spisovatel a myslitel (* 30. července 1884)
  - Carlo Carrà, italský malíř (* 11. února 1881)
  - Abdul Salám Árif, irácký prezident (* 21. března 1921)
- 16. dubna – Eric Lambert, anglo-australský spisovatel (* 19. ledna 1918)
- 17. dubna – Hans Purrmann, německý malíř (* 10. dubna 1880)
- 18. dubna
  - Allie Morrison, americký zápasník, zlato na OH 1928 (* 29. června 1904)
  - Edward Fitzgerald, americký lední hokejista (* 3. října 1891)
- 21. dubna – Sepp Dietrich, německý generál, velitel Hitlerovy osobní stráže (* 28. května 1892)
- 23. dubna – Hans Christian Branner, dánský spisovatel (* 23. června 1903)
- 29. dubna – Blaine Sexton, britský lední hokejista (* 3. května 1892)
- 30. dubna – Ernst Heinrich Landrock, německý fotograf (* 1878)
- 01. května – Jisra'el Beer, izraelský politik (* 1912)
- 04. května
  - Amédée Ozenfant, francouzský malíř (* 15. dubna 1886)
  - Edmond Locard, francouzský lékař, právník a průkopník forenzních věd, (* 13. prosince 1877)
- 07. května – Stanisław Jerzy Lec, polský básník a satirik (* 6. března 1909)
- 11. května – Chester Newton, americký zápasník (* 18. září 1903)
- 12. května – Felix Steiner, nacistický generál (* 23. května 1896)
- 13. května – Jozef Luknár, slovenský fotbalista (* 15. ledna 1915)
- 14. května – Ludwig Meidner, německý malíř a básník (* 18. dubna 1884)
- 17. května – Martin Oríšek, slovenský a československý legionář, politik, poslanec (* 19. prosince 1887)
- 23. května – Demčigdonrov, vůdce mongolského hnutí za nezávislost (* 8. února 1902)
- 26. května – Áron Tamási, maďarský spisovatel (* 20. září 1897)
- 30. května – Wäinö Aaltonen, finský sochař (* 8. března 1894)
- 04. června – Čang Mjon, předseda vlády Jižní Koreje (* 28. srpna 1899)
- 07. června – Hans Arp, německo-francouzský sochař, malíř a básník (* 16. září 1886)
- 08. června – Joseph Walker, americký pilot a astronaut (* 10. února 1921)
- 18. června – Lothar Schreyer, německý malíř (* 19. října 1866)
- 20. června
  - Georges Edouard Lemaître, belgický kosmolog (* 17. července 1894)
  - Wilhelm Busch, německý evangelický farář a spisovatel (* 27. března 1897)
- 30. června
  - Giuseppe Farina, italský pilot formule 1 (* 30. října 1906)
  - Margery Allinghamová, anglická detektivní spisovatelka (* 20. května 1904)
- 01. července – Natalena Koroleva, ukrajinská spisovatelka, překladatelka, lexikografka, archeoložka, baletka (* 3. března 1888)
- 02. července
  - Jan Brzechwa, polský spisovatel (* 15. srpna 1898)
  - Jan Šanghajský a Sanfranciský, ruský pravoslavný arcibiskup a světec (* 4. června 1896)
- 05. července – George de Hevesy, maďarský radiochemik, Nobelova cena za chemii (* 1. srpna 1885)
- 11. července – Delmore Schwartz, americký spisovatel (* 8. prosince 1913)
- 12. července – Daisecu Teitaró Suzuki, japonský filozof a esejista (* 18. října 1870)
- 21. července – Philipp Frank, rakouský teoretický fyzik, matematik a filosof (* 24. března 1884)
- 23. července – Montgomery Clift, americký herec (* 17. října 1920)
- 25. července – Frank O'Hara, americký básník, hudebník a výtvarný teoretik (* 27. března 1926)
- 29. července – Edward Gordon Craig, anglický divadelní teoretik, herec, režisér (* 16. ledna 1872)
- 31. července
  - Andrej Bagar, slovenský herec a divadelní režisér (* 29. října 1900)
  - Bud Powell, americký jazzový klavírista (* 27. září 1924)
- 01. srpna – John Spellman, americký zápasník, zlato na OH 1924 (* 14. června 1899)
- 03. srpna – Lenny Bruce, americký stand-up komik (* 13. října 1925)
- 17. srpna
  - Fritz Wunderlich, německý operní pěvec (tenorista) (* 26. srpna 1930)
  - Ken Miles, americký automobilový závodník britského původu (* 1. listopadu 1918)
- 19. srpna – Fritz Bleyl, německý malíř, grafik a architekt (* 8. října 1880)
- 24. srpna – Tadeusz Bór-Komorowski, polský generál (* 1. června 1895)
- 26. srpna – Hermann Geiger, švýcarský pilot (* 27. října 1914)
- 27. srpna – Albert Renger-Patzsch, německý fotograf (* 22. června 1897)
- 29. srpna – Sajjid Qutb, egyptský spisovatel (* 9. listopadu 1906)
- 06. září – Margaret Sangerová, americká feministka (* 14. září 1879)
- 11. září – Hans von Ahlfen, nacistický generál, velitel slezského města Vratislavi (* 20. února 1897)
- 15. září – Reinhold Platz, německý letecký konstruktér (* 16. ledna 1886)
- 21. září – Paul Reynaud, francouzský politik (* 15. října 1878)
- 22. září – Frank Lentini, muž se třema nohama (* 18. dubna 1881)
- 24. září – Věra Weizmannová, první dáma Státu Izrael (* 27. listopadu 1881)
- 26. září – Giuseppe Lombrassa, italský fašistický politik (* 20. června 1906)
- 28. září
  - Lucky Millinder, americký dirigent swingového orchestru (* 8. srpna 1910)
  - André Breton, francouzský básník (* 19. prosince 1896)
- 03. října – Rolf Sievert, švédský fyzik (* 6. května 1896)
- 10. října – Charlotte Cooperová, anglická tenistka (* 22. září 1870)
- 16. října – Elijahu Meridor, izraelský politik a poslanec Knesetu (* 20. července 1914)
- 17. října – Wieland Wagner, operní režisér a scénograf (* 5. ledna 1917)
- 10. října
  - Otto Pankok, německý malíř a sochař (* 6. června 1893)
  - Charlotte Cooperová, anglická tenistka (* 22. září 1870)
- 02. listopadu
  - Mississippi John Hurt, americký bluesový kytarista, zpěvák a farmář (* 8. března 1892)
  - Peter Debye, nizozemský fyzik a teoretický chemik, nositel Nobelovy ceny za chemii (* 24. března 1884)
- 04. listopadu – Ja'akov Klivnov, sionistický aktivista, izraelský politik a poslanec Knesetu (* 20. prosince 1887)
- 05. listopadu – Dietrich von Choltitz, německý generál (* 9. listopadu 1894)
- 09. listopadu – Džisaburó Ozawa, viceadmirál japonského císařského námořnictva (* 2. října 1886)
- 11. listopadu – Luigi Abatangelo, italský básník a historik (* 8. listopadu 1892)
- 21. listopadu – Władysław Bortnowski, polský generál (* 12. listopadu 1891)
- 23. listopadu
  - Seán Thomas O'Kelly, prezident Irska (* 25. srpna 1882)
  - Alvin Langdon Coburn, americký fotograf (* 11. června 1882)
- 26. listopadu – Siegfried Kracauer, americký filmový a kulturní teoretik, sociolog a spisovatel (* 8. února 1889)
- 27. listopadu
  - Zinovij Peškov, francouzský generál a diplomat ruského původu (* 16. října 1884)
  - Wenzel Jaksch, sudetoněmecký politik (* 25. září 1896)
- 29. listopadu
  - Fáras Hamdán, izraelský politik a poslanec Knesetu (* 1910)
  - Alice Masaryková, dcera Tomáše Garrigua Masaryka (* 3. května 1879)
- 02. prosince – Luitzen Egbertus Jan Brouwer, nizozemský matematik a filosof (* 27. února 1881)
- 05. prosince – Alessandro Marchetti, italský průkopník letectví (* 16. června 1884)
- 13. prosince – Stanisław Mikołajczyk, předseda vlády Polska v exilu (* 18. července 1901)
- 15. prosince
  - Želmíra Gašparíková, slovenská jazykovědkyně (* 18. ledna 1901)
  - Walt Disney, americký filmový producent, režisér, scenárista, dabér, animátor, podnikatel a filantrop (* 5. prosince 1901)
- 20. prosince
  - Albert Göring, německý obchodník a zachránce Židů (* 9. března 1895)
  - Lloyd Spooner, americký sportovní střelec, olympijský vítěz (* 6. října 1884)
- 23. prosince – Heimito von Doderer, rakouský spisovatel (* 5. září 1896)
- 26. prosince – Herbert Otto Gille, generál Waffen-SS (* 6. března 1897)
- 27. prosince
  - Guillermo Stábile, argentinský fotbalový reprezentant (* 17. ledna 1905)
  - Ernest Burgess, kanadský sociolog (* 16. května 1886)
- 28. prosince – Carl Osburn, americký sportovní střelec, pětinásobný olympijský vítěz 1912–1920 (* 5. května 1884)

## Hlavy států
- Československo – Antonín Novotný (1957–1968) (premiér Jozef Lenárt 1963–1968)
- Čína – Mao Ce-tung (1949–1976)
- Dánsko – Frederik IX. (1947–1972)
- Egypt – Gamál Násir (1956–1970)
- Francie – Charles de Gaulle (1959–1969)
- Itálie – Giuseppe Saragat (1964–1971)
- Japonsko – Hirohito (1926–1989)
- Maďarsko – István Dobi (1952–1967)
- Německá demokratická republika – Walter Ulbricht (1960–1973)
- Nizozemsko – Juliána Nizozemská (1948–1980)
- Rakousko – Franz Jonas (1965–1974) (kancléř Josef Klaus 1964–1970)
- Řecko – Konstantin II. (1964–1973)
- Sovětský svaz – Leonid Iljič Brežněv (1964–1982)
- Spojené království – Alžběta II. (1952–2022) (premiér Harold Wilson 1964–1970)
- Spolková republika Německo – Heinrich Lübke (1959–1969) (kancléř Ludwig Erhard 1963–1966 / Kurt Georg Kiesinger 1966–1969)
- Španělsko – Francisco Franco (1939–1975)
- Švédsko – Gustav VI. Adolf (1950–1973)
- Turecko – Cemal Gürsel (1960–1966) / Cevdet Sunay (1966–1973)
- USA – Lyndon B. Johnson (1963–1969)
- Vatikán – Pavel VI. (1963–1978)

#### Digitální archivy k roku 1966
- Československý filmový týdeník v archivu České televize – rok 1966
- Dokumentární cyklus České televize Retro – rok 1966
- Pořad stanice Český rozhlas 6 Rok po roce – rok 1966
- Rudé právo v archivu Ústavu pro českou literaturu – ročník 46 rok 1966